# 1956-os forradalom
Az 1956-os forradalom és szabadságharc, vagy az 1956-os népfelkelés Magyarország népének a sztálinista terror elleni forradalma és a szovjet megszállás ellen folytatott szabadságharca, amely a 20. századi magyar történelem egyik legmeghatározóbb eseménye volt. A budapesti diákoknak az egyetemekről kiinduló békés tüntetésével kezdődött 1956. október 23-án, és a fegyveres felkelők ellenállásának felmorzsolásával fejeződött be Csepelen november 11-én.
Az október 23-i budapesti tömegtüntetés a kommunista pártvezetés ellenséges reakciója és a fegyvertelen tömegre leadott véres sortűz következtében még aznap éjjel fegyveres felkeléssé nőtt, amely október 30-án a pártház elfoglalásával végül győzött. Ez a kormány bukásához, a szovjet csapatok visszavonulásához, majd a többpártrendszer visszaállításához és az ország demokratikus átalakulásának megkezdéséhez vezetett. November első napjaiban az új kormány megkezdte a tárgyalásokat a Szovjetunióval a szovjet csapatok teljes kivonásáról, a Varsói Szerződésből való kilépésről és az ország semlegességéről. A szovjet politikai vezetés azonban a kezdeti hajlandóság után meggondolta magát, és miután számíthatott arra, hogy a nyugati nagyhatalmak nem nyújtanak a magyar kormánynak segítséget, november 4-én hajnalban a szovjet csapatok hadüzenet nélküli háborút indítottak Magyarország ellen. A honvédségi laktanyák, repülőterek a Szovjet Hadsereg egységeinek gyűrűjébe kerültek. Az aránytalanul nagy túlerővel szemben egyedül maradt ország több napon át folytatott hősi forradalma így végül elbukott.
A harcokban a titkosítás alól 1993-ban feloldott statisztikai adatok szerint 2652 magyar és 720 szovjet állampolgár esett el. A forradalom következményeként hozzávetőleg 176 ezer, más adatok alapján mintegy 200 ezer magyar hagyta el az országot, túlnyomó többségük Ausztria felé. (A menekültek egy része később visszatért.)
1957 januárjától tömegesen börtönözték be a forradalom résztvevőit, majd sokukat kivégezték. A brutális megtorlást és a magyar nép elnyomását az ENSZ és a világ közvéleménye egyaránt elítélte.
A forradalom leverését követő évtizedekben az 1956-os eseményeket a pártállami hatalom ellenforradalomnak bélyegezte és elítélte, de a rendszerváltás során megváltozott az események hivatalos értékelése. 1989. október 23. óta ez a jeles nap kettős nemzeti ünnep Magyarországon: az 1956-os forradalom kitörésének napja és a Magyar Köztársaság 1989-es kikiáltásának napja, melyet az 1990. évi XXVIII. törvény iktatott a nemzeti ünnepek sorába. Az 1956-os események meghatározó szerepét a 2011-ben elfogadott Alaptörvény preambuluma is hangsúlyozza.

## Előzmények
Az 1948–1953 közötti időszakra a sztálinista terror volt jellemző: az ÁVO, illetve a belőle önállósított ÁVH kegyetlenkedései, koncepciós perek, az „osztályidegen elemek” gulag-szerű táborokba történő kitelepítése, kivégzése gyakori esemény volt. Az országban mindent behálózó és ellenőrzése alatt tartó rendőrállam épült ki 28 000 fős államvédelmi rendőrséggel és kb. 40 000 besúgóval. Mindehhez járult Rákosi Mátyás és Sztálin személyi kultusza, az erőltetett kolhozosítás, a nehéz- és a hadiipar gazdaságtalan fejlesztése, az ezek miatt növekvő szegénység. Rákosi szektás irányvonala a politikában, dogmatikus állásfoglalásai az ideológiában, gazdaságpolitikai voluntarizmusa katasztrofális károkat okoztak, megrontották a párt és a tömegek kapcsolatát.
1953-ban meghalt Sztálin, és az új szovjet vezetés utasítására Rákosi lemondott a miniszterelnöki tisztségről. Az új miniszterelnök a szövetkezetesítés ellenzése miatt 1949-ben a pártvezetésből kizárt agrárszakember, Nagy Imre lett. Ő reformelképzelései első lépéseként amnesztiát hirdetett, októberben pedig, ígéretéhez híven, felszámolta az internálótáborokat, véget vetett az ÁVH önállóságának, a könnyű- és élelmiszeripar javára módosított a támogatások rendszerén, a parasztságot sújtó terheket mérsékelte, béremeléseket és árcsökkentéseket hajtott végre. Az életszínvonal érezhetően emelkedni kezdett. 1954-ben újabb reformjai keretében többek között demokratikusabbá tette a közéletet. Létrehozták a Hazafias Népfrontot, azzal a céllal, hogy az a véleményalkotás szabad fórumává váljon. A reformokat támogató baloldali értelmiségiekből pedig újjáalakulhatott a hosszú ideje betiltott Petőfi Kör is, amely a továbbiakban nagy társadalmi befolyásra tett szert.
A reformok folytatására azonban nem jutott idő, mivel Rákosi és hívei csak a visszarendeződés lehetőségére vártak. Csoportjuknak pozíciói még mindig erősek voltak, hiszen az ő embereik ültek az államigazgatásban és a pártszervezetekben, egy ideig azonban nem mertek a Moszkva támogatását élvező miniszterelnök ellen cselekedni. Végül 1955 januárjában Rákosi kihasználta az NSZK NATO-taggá válása miatt bekövetkező szovjet külpolitikai váltást, és elérte, hogy Moszkvába rendeljék riválisát, ahol Nagy Imre – általános megrökönyödésre – nem volt hajlandó önkritikát gyakorolni. Ettől függetlenül a márciusi pártvezetőségi ülés elmarasztalta a miniszterelnököt, akitől tavasszal minden tisztséget elvettek, sőt év végén még a Magyar Dolgozók Pártja (MDP) tagságát is megszüntették.

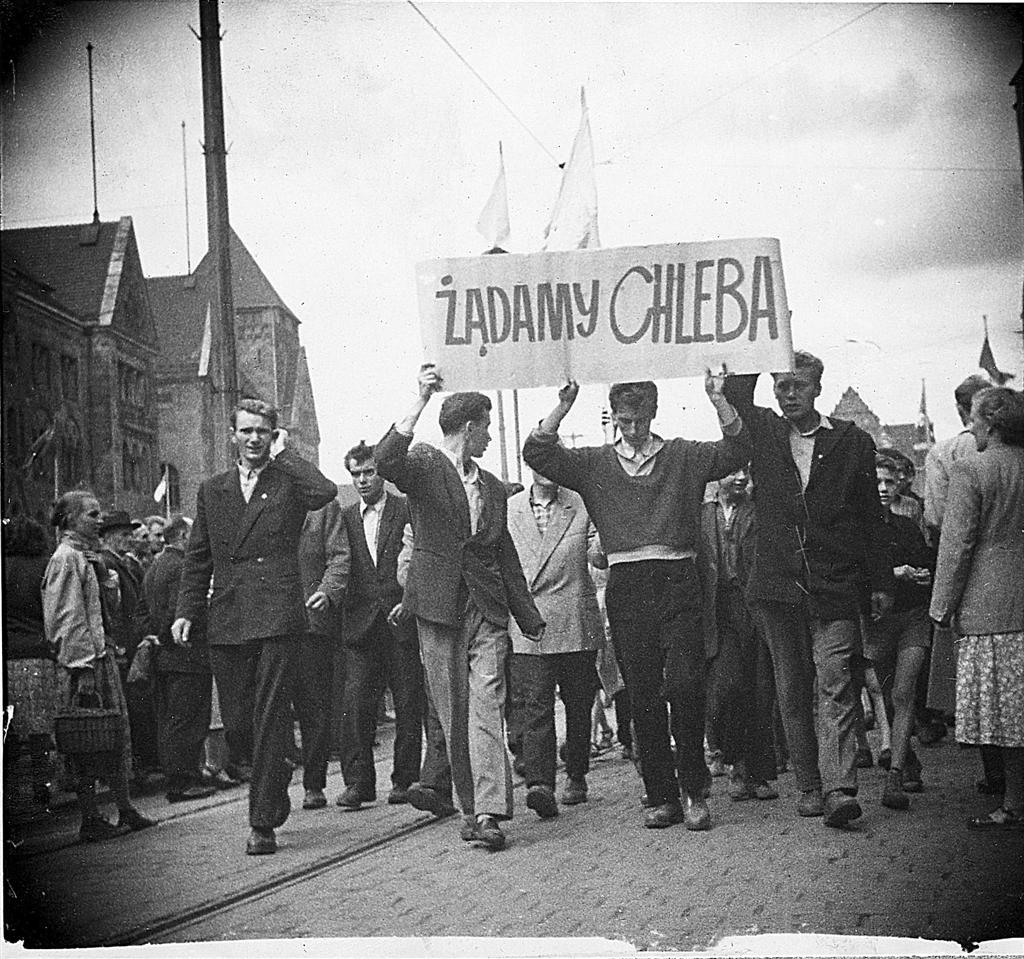
A poznańi munkásfelkelés, 1956. június 28.

Az új miniszterelnök Rákosi egyik híve, Hegedüs András lett, azonban az enyhülés légköréhez szokott közélet – elsősorban az értelmiségi Petőfi Kör – és a kiszabadult párton belüli belső ellenzék miatt nem lehetett már visszaállítani a sztálinizmust az országban. Rákosi helyzetét az is nehezítette, hogy Hruscsov békülni kezdett Titóval, amivel a Rajk-per jogosságát kérdőjelezte meg, és az, hogy az SZKP XX. kongresszusa 1956 februárjában elítélte a sztálinista diktatúrát. Márciusban Rákosi beismerte, hogy Rajk László ügye provokáción alapult, és az ÁVH letartóztatott vezetőire hárított minden felelősséget. Májusban már be kellett ismernie, hogy neki is szerepe volt a bűnök elkövetésében, egyúttal az ellenállást a Petőfi Kör betiltásával próbálta letörni, ám hiába: az MDP vezetőségi ülésére érkező Anasztasz Mikoján közölte Rákosival, hogy le kell mondania párttitkári tisztségéről, amit ő meg is tett. Utóda a szintén sztálini vonalat követő Gerő Ernő lett, azaz lényegi változás nem történt.
1955-ben a szovjet hadsereg kivonult Ausztria általa megszállt övezeteiből. Az osztrák államszerződés megkötése és az ezt követő kiürítés Magyarországon is azt a reményt keltette, hogy a szovjet megszállók hamarosan kivonulnak innen is, erre azonban nem került sor.
1956 júniusának végén a lengyelországi Poznań városában munkásfelkelés tört ki, amit ugyan a kormányerők vérbe fojtottak, de a megingott hatalmú sztálinista pártvezetést leváltották, és az addig mellőzött Władysław Gomułka lett a lengyel kommunista párt új vezetője. Gomułka Moszkva ellenében Nagy Imre magyarországi reformjainak mintájára a diktatúrát enyhítő demokratikus reformok bevezetését kezdte meg Lengyelországban.

## Az 1956. októberi forradalmi helyzet
A helyzetre az újjáalakult Petőfi Körben és a Magyar Írók Szövetségében tömörülő értelmiség egyre nyíltabb politizálással reagált: Nagy Imre visszatérését követelték és bírálták Gerő Ernőt. Október 6-án Rajk László és három kivégzett társa újratemetésén 200 000 fő jelent meg, a diákság a Batthyány-örökmécsesnél tüntetett. Este G. B. Shaw Szent Johannájának szegedi bemutatóján a közönség szintén a fennálló rend ellen tüntetett. Az elkövetkező hetekben országszerte egyre erőteljesebbé vált az ellenzék sajtójelenléte és a diákok is folytatták a szervezkedést. Október 16-án Szegeden újjáalakult a Magyar Egyetemisták és Főiskolások Szövetsége (MEFESZ), az első kommunistáktól független ifjúsági szervezet. Október 17-től Budapest, Sopron, Pécs és Miskolc szervezkedő egyetemi hallgatói is csatlakoztak a MEFESZ-hez. A szegedi diákok október 20-i gyűlésükön pontokba foglalták demokratikus követeléseiket.

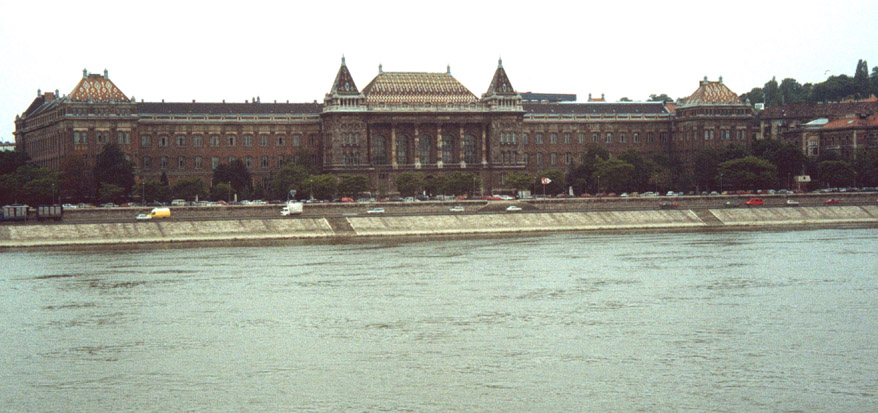
A Műegyetem, az egyik hely, ahonnan a fővárosi forradalom elindult

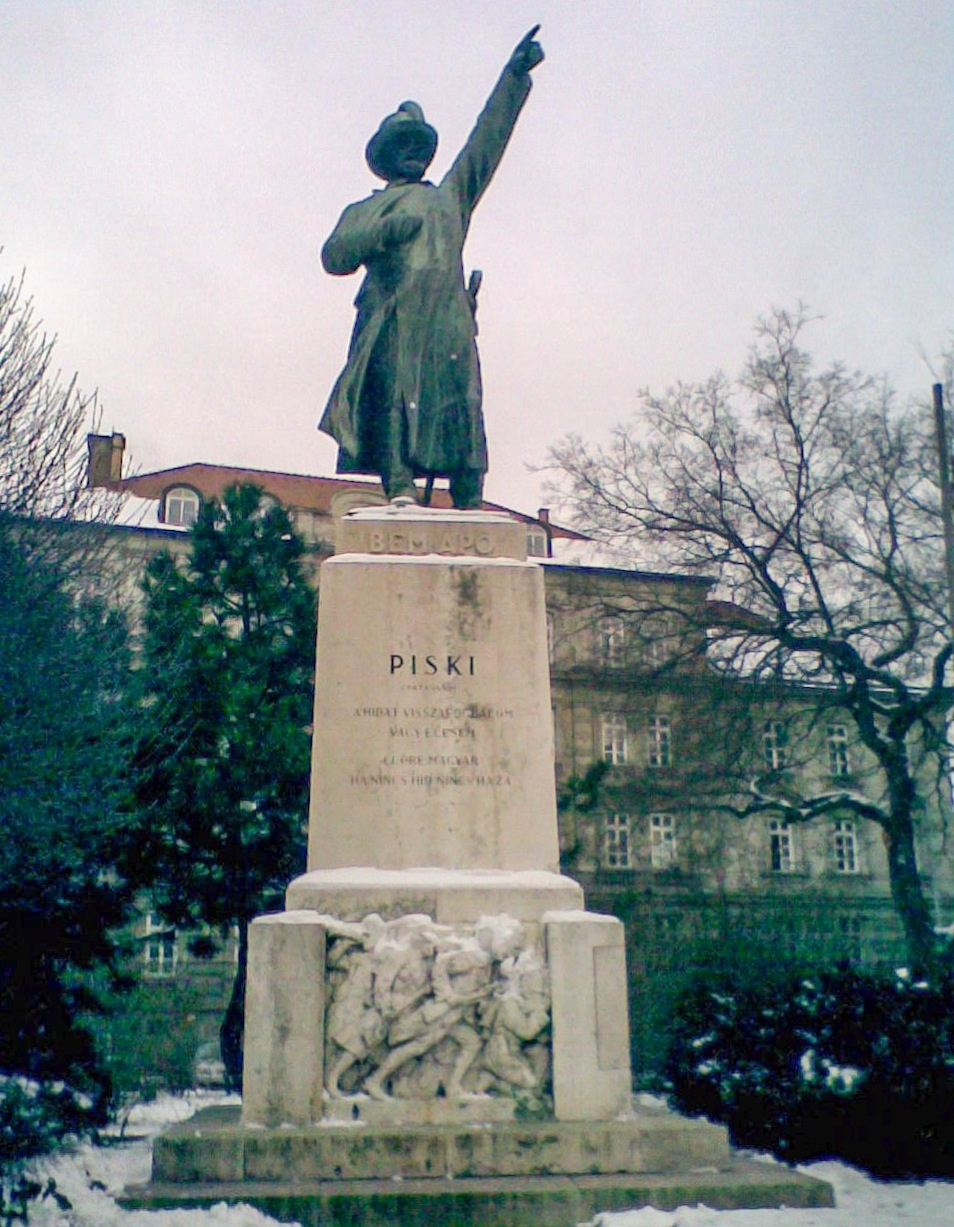
A Bem-szobor a Bem téren

Gomułka lengyelországi reformjaira Moszkva fegyveres beavatkozással fenyegetőzött, mire október 19-én számos lengyel városban szovjetellenes tüntetések kezdődtek. A magyarországi reformellenzék a lengyelországi tüntetőkkel rokonszenvezett, és a diákszervezkedés is felgyorsult az egész országban. Október 22-én a különböző egyetemek küldötteiket a Műegyetemre küldték, ahol nagygyűlést tartottak. Az egyetemisták itt elhatározták, hogy másnap délután három órára a lengyel néppel szimpatizáló tüntetést hirdetnek Budapesten. A demonstráció helyszíneként a lengyel–magyar barátságot jelképező Bem József szobrát jelölték meg, a Margit híd budai hídfője mellett. A diákgyűlés elfogadta az egyetemisták híres 16 pontos követeléseit is, amelyek már független, demokratikus Magyarország-képükkel jócskán túlmutattak a pártellenzék antisztálinista elképzelésein. A felhívás első pontja a szovjet csapatok kivonását szorgalmazta. Este a diákok képviselői megpróbálták beolvastatni a rokonszenvtüntetés hírét és a 16 pontot a Magyar Rádióban, az utóbbit azonban a rádió vezetői megtagadták.

## A forradalom kitörése, október 23.
Az október 23-i napon az első események Debrecenben történtek: Reggel debreceni diákok többezres tömege gyűlt össze az egyetem előtt. A diákok innen jelszavakat skandálva és forradalmi dalokat énekelve, nyolcas sorokban a belvárosi pártszékházhoz vonultak, hogy az egyetemi ifjúság pontokba szedett követelését kinyomtassák. A pártvezetés tárgyalt a diákok küldöttségével, majd Görbe János az épület erkélyéről elszavalta Petőfi Sándor A nép nevében című versét.

### A budapesti tömegtüntetés

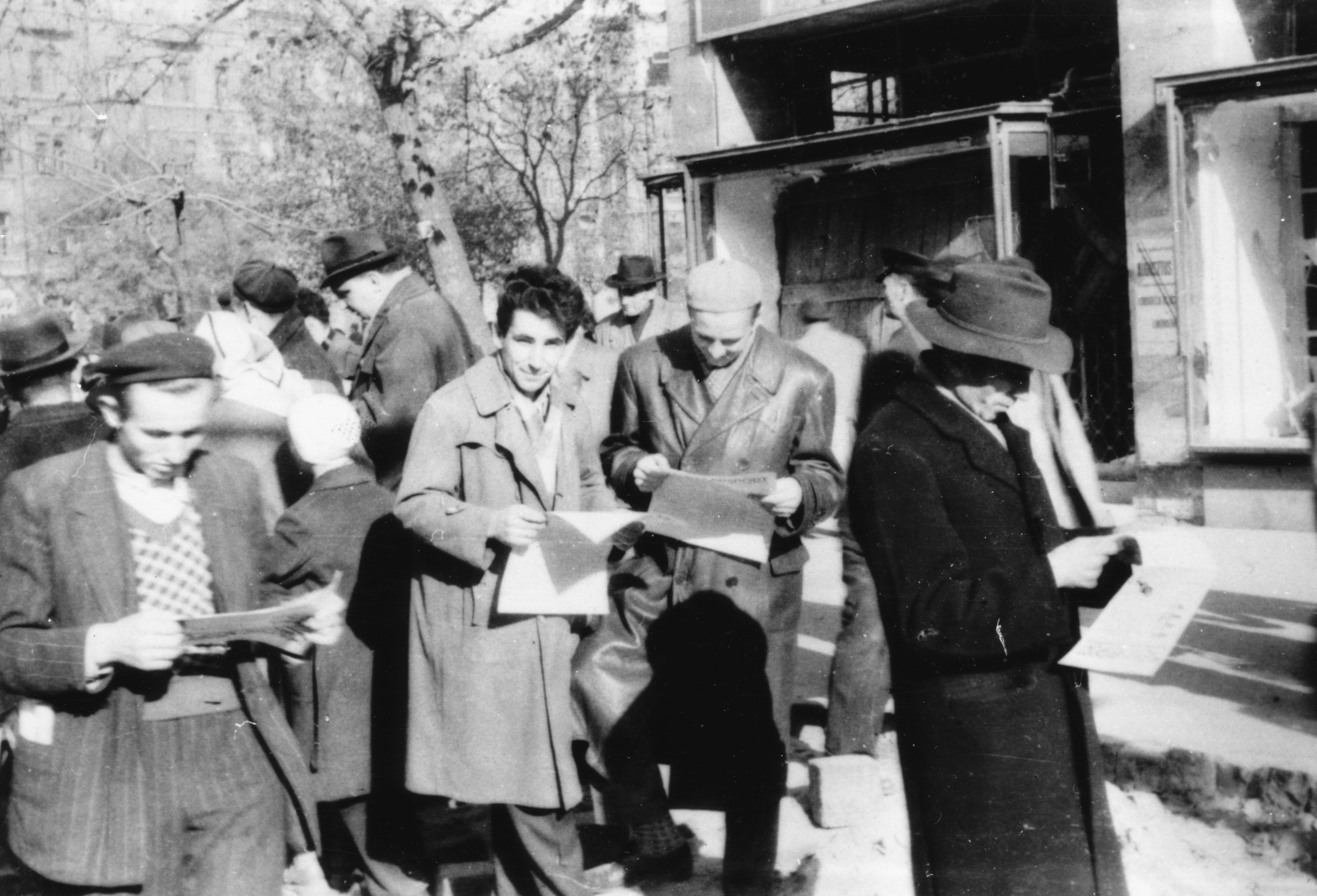
Röplaposztás a Rákóczi térnél

Október 23-án reggeltől a diákok által meghirdetett tüntetés engedélyezése körül óriási zűrzavar alakult ki a fővárosban. Reggel a rádió és a legnagyobb számú napilap, a Szabad Nép tényként adta hírül a demonstrációt. A felhíváshoz az Írószövetség, a Petőfi Kör, a párt ifjúsági szervezete, a DISZ, és számos más szervezet csatlakozott. Az MDP vezetése hosszas vita után betiltotta a tüntetést, majd du. két óra körül mégis engedélyezték, mindkét döntést beolvasva a Kossuth Rádióban. Sőt, ezt követően a párt vezetői a párt budapesti tagjait is felszólította a részvételre, hogy az eseményeket legalább mederben tarthassák. Ugyanakkor a város valamennyi stratégiai pontján mozgósították az ÁVH erőit.
Három órakor a Bem-szobor talapzatán állva Veres Péter, a Magyar Írók Szövetsége elnöke felolvasta a szervezet kiáltványát a tömegnek, a diákok pedig a tizenhat pontot.

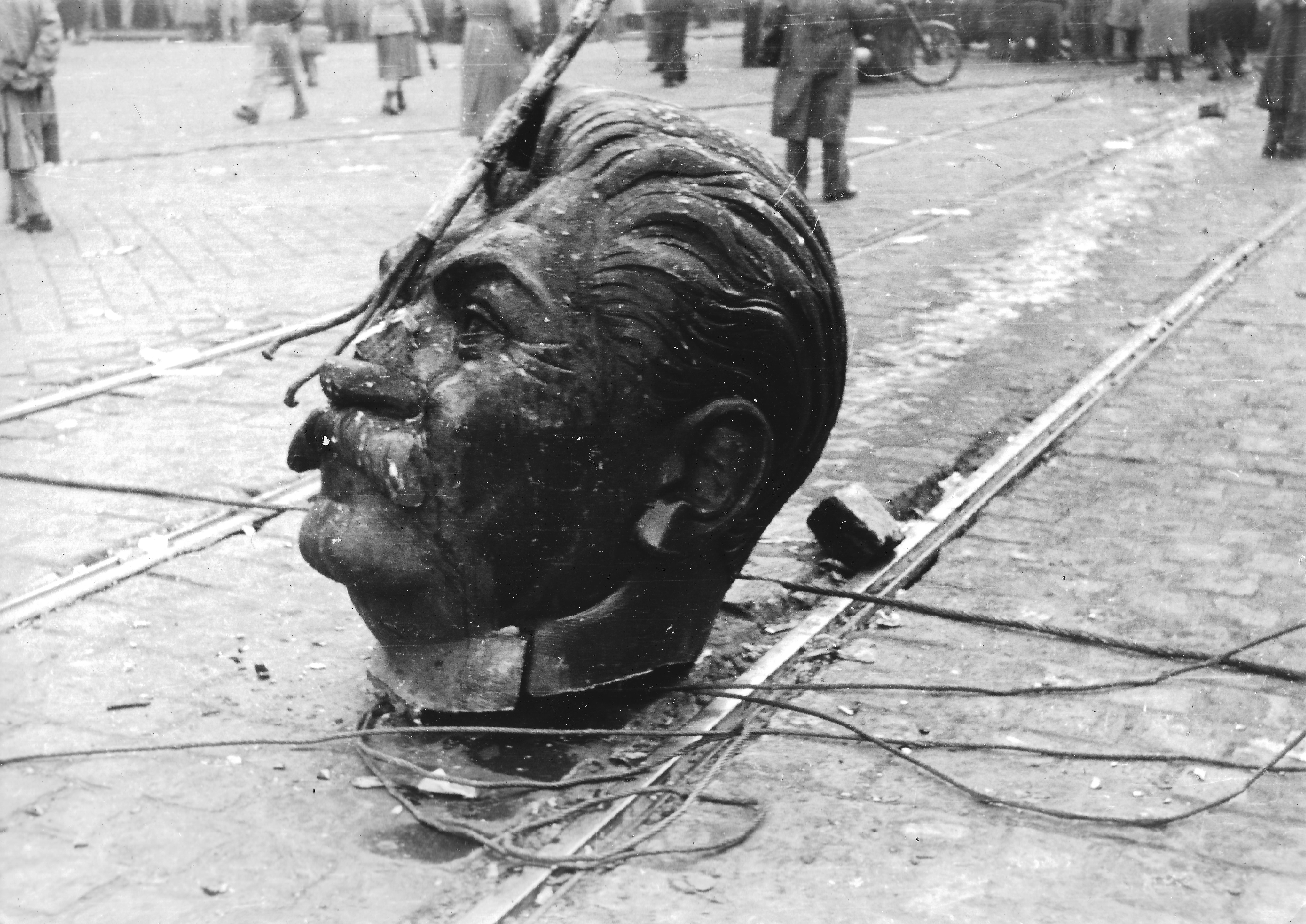
A Sztálin téren (ma Ötvenhatosok tere) ledöntött Sztálin-szobor feje a Nagykörút – Rákóczi út kereszteződésében

Ezután Zbigniew Herbert lengyel író is köszöntőt mondott, majd Sinkovits Imre elszavalta a Nemzeti dalt. A diákok megkoszorúzták a szobrot; a tüntetők létszáma ekkor nagyjából 50 ezer főre növekedett és igazából nem volt vezetője. Valaki kivágta egy nemzeti színű zászló közepéből a szovjet mintájú Rákosi-címert, amit hamarosan minden zászlóval megtettek. A tüntetés a beszédek elhangzása után nem oszlott fel, hanem egyesek javaslatára a menet a Kossuth-hídon át a Parlamenthez vonult meghallgatni Nagy Imrét.

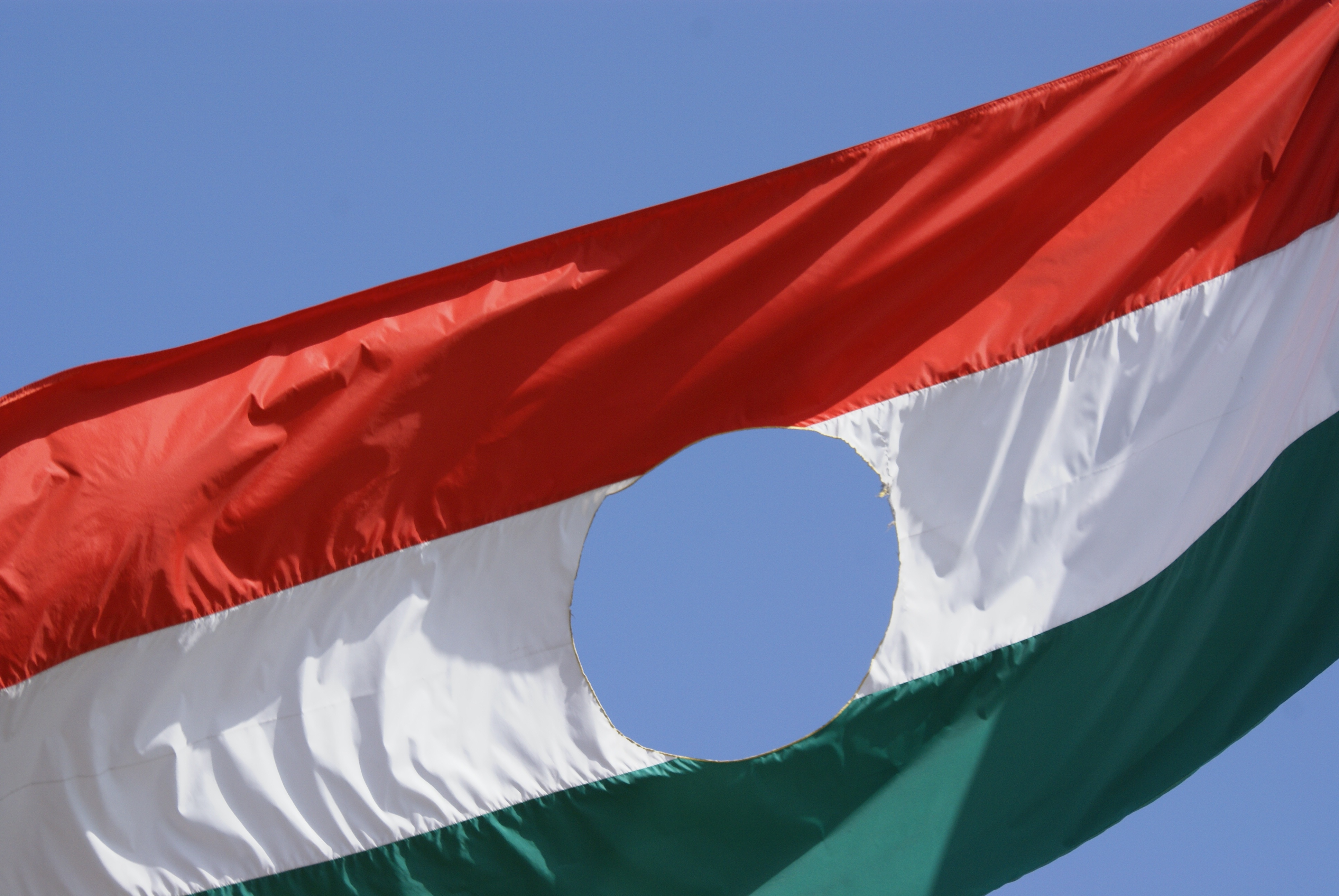
1956 logója ma a történelmi emlékezetben a lyukas nemzeti lobogó, a forradalmárok kivágták a Rákosi-címert, hogy helyreállítsák az 1948-49-ben államcsínnyel megdöntött második Magyar Köztársaság címerét: a Kossuth-címert

18 órára a Kossuth téren és a környező utcákban több mint 200 ezer ember gyűlt össze. A demonstráció szenvedélyektől fűtött, de békés volt. A tömeg követelésére végül este 9 órára a helyszínre siető Nagy Imre megjelent a Parlament ablakában. „Elvtársak”! megszólítása indulatos visszautasítást váltott ki, párton belüli reformokat ígérő, hazatérésre szólító, követeléseiket nem említő beszéde után az emberek csalódottan, haraggal távoztak.
A tüntetés ideje alatt Gerő Ernő pártfőtitkár és köre riadóztatta a budapesti és a környékbeli katonai egységeket. Gerő telefonon katonai segítséget kért Hruscsovtól. Még Nagy Imre megjelenése előtt este 8 órakor a Kossuth Rádió közvetítette Gerő Ernő beszédét, amelyben sovinisztának, nacionalistának és antiszemitának nevezte a tüntetést, önmagát a reformok képviselőjének nyilvánította, addigi politikáját helyesnek ítélte és a tüntetők minden követelésétől elzárkózott.
18 óra körül a Dózsa György úti Sztálin-szobornál is tömeg gyűlt össze a tizenhat pont egyik követelése, a szobor eltávolítása céljából. A tüntetők a Himnusz éneklése mellett fél tíz körül végül ledöntötték a 10 méter magas és csaknem 6 tonna súlyú szobrot. A diktátor monumentális szobrából a talapzaton csak a csizmái maradtak, s a népi humor Csizma-térre keresztelte át a helyet. Sztálin feje pedig a pesti utcán hevert.

### A Magyar Rádió ostroma

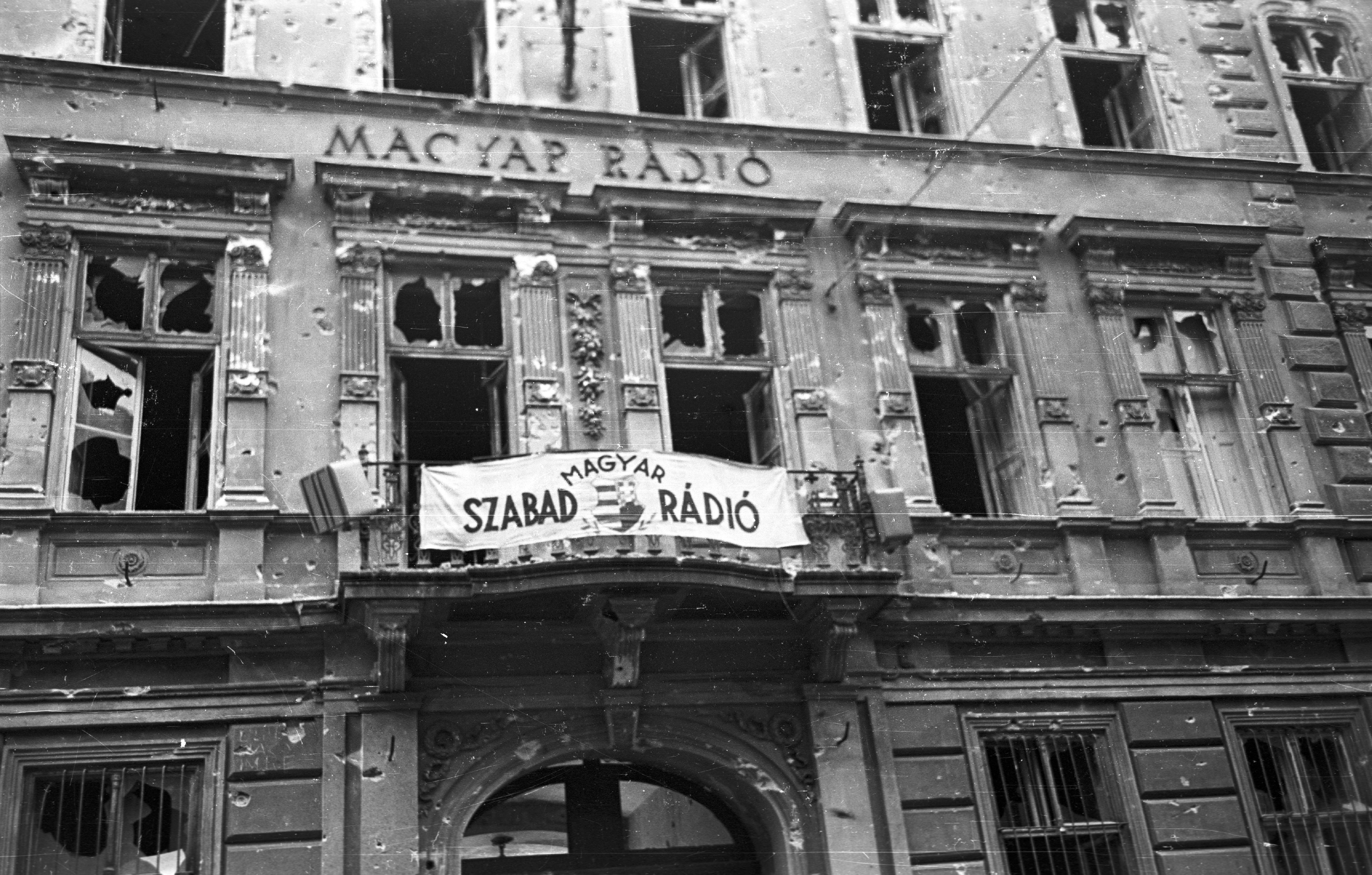
A Magyar Rádió épülete szétlőtt ablakaival 1956-ban

Gerő Ernő rádióbeszéde hatalmas felháborodást keltett a budapesti tüntetők körében, majd Nagy Imre Kossuth téri szereplése általános csalódást okozott. A tömeg egy része ezért felháborodásában a Magyar Rádió Bródy Sándor utcai épülete elé vonult. Itt azonban az Államvédelmi Hatóság őrségként odavezényelt felfegyverzett egységei fogadták őket. Miután sem könnygázzal, sem tűzoltófecskendőkkel nem tudták a rohamosan növekvő emberáradatot feloszlatni, a rádió vezetése a tömeg rendelkezésére bocsátott egy felvevőkocsit, hogy a tizenhat pontot beolvashassák. Azonban hamarosan kiderült, hogy becsapásról van szó, mivel az elhangzottakból semmit nem közvetítettek. A tüntetők ezért a felvevőkocsival betörték az épület kapuját. A rádió vezetése ezután hajlandó volt fogadni egy tárgyalóküldöttséget, akiket azonban úgy tűnt, hogy odabent letartóztattak. Az összegyűlt tömegben egyre inkább elszabadultak az indulatok. A híradóezred katonái megpróbálták a Múzeum körútig szorítani a tömeget szuronyt szegezve rájuk. Ekkor azonban két, erősítésként érkezett harckocsi tévedésből áttörte a kordont, és nyomukban a tömeg újra a főbejárathoz nyomult. Ekkor a sötétben a katonák lövöldözni kezdtek a levegőbe, amit az épületben levő ÁVH-katonák támadásként értelmeztek és tüzet nyitottak a tömegre. Egy katonatiszt meghalt és két tüntető megsebesült. Az ÁVH egy mentőautóban megpróbált lőszer- és fegyverutánpótlást bejuttatni az épületbe, de a tüntetők leleplezték és megakadályozták az akciót. A rádióhoz kivezényelt katonák közül erre egyre többen átálltak a tüntetők pártjára, illetve átadták fegyverüket, a sapkájukról pedig letépték a vörös csillagot. A tüntetők között ezenkívül több gyári munkás is fegyvert osztogatott, amelyeket az időközben feltört budapesti fegyverraktárakból szereztek. Két órával a véletlen incidens után a lövöldözés kiújult, és ezzel kezdetét vette a budapestiek fegyveres felkelése. A felkelők hajnalra elfoglalták a Rádió épületét. Az ottani stúdiók azonban addigra már használhatatlanná váltak, mivel a pártvezetőség lekapcsoltatta őket a rádióadóról, és a parlamentben rendeztek be ideiglenes stúdiót. Innen szólt a Kossuth Rádió műsora a forradalom alatt, és még a forradalom leverése után is, egészen 1957 áprilisáig. A lakihegyi adó november 7-én kezdett ismét műsort sugározni. Az adótornyokat a stúdióval összekötő kábel sértetlen maradt, de a forradalom napjaiban a vidéki adók a központitól eltérő műsort sugároztak, vagy hallgattak.

### Események országszerte, október 23.
A Debreceni Egyetemen október 23-án délután ötkor folytatódott a tanácskozás, majd a diákok hat óra körül ismét a városközpontba vonultak, de most már a város lakossága is folyamatosan csatlakozott hozzájuk. Ekkor a megyei rendőrkapitányság Kossuth utcai székházából az ÁVH katonái figyelmeztetés nélkül lőni kezdték a békés tüntetőket, mire az emberek menekülni kezdtek és a tüntetés feloszlott. A sortűznek két halottja és számos sebesültje volt.
A miskolci DIMÁVAG Gépgyár dolgozói elkészítették a borsodi munkások követeléseinek 21 pontját, és megalakították a demokratikus Munkásszervező Bizottságot, a Miskolci Egyetemen pedig megalakult a független Diákparlament.

## Budapesti események, október 24–31.

### A fegyveres felkelés kezdete
Október 24-én hajnalban a szovjet honvédelmi miniszter, Georgij Zsukov parancsára a szovjet csapatok bevonultak Budapestre. Szovjet harckocsik sorakoztak fel az Országház körül, valamint a hídfőknél és a legfontosabb útkereszteződéseknél, kezdetben elrettentő jelleggel, támadó fellépés nélkül.

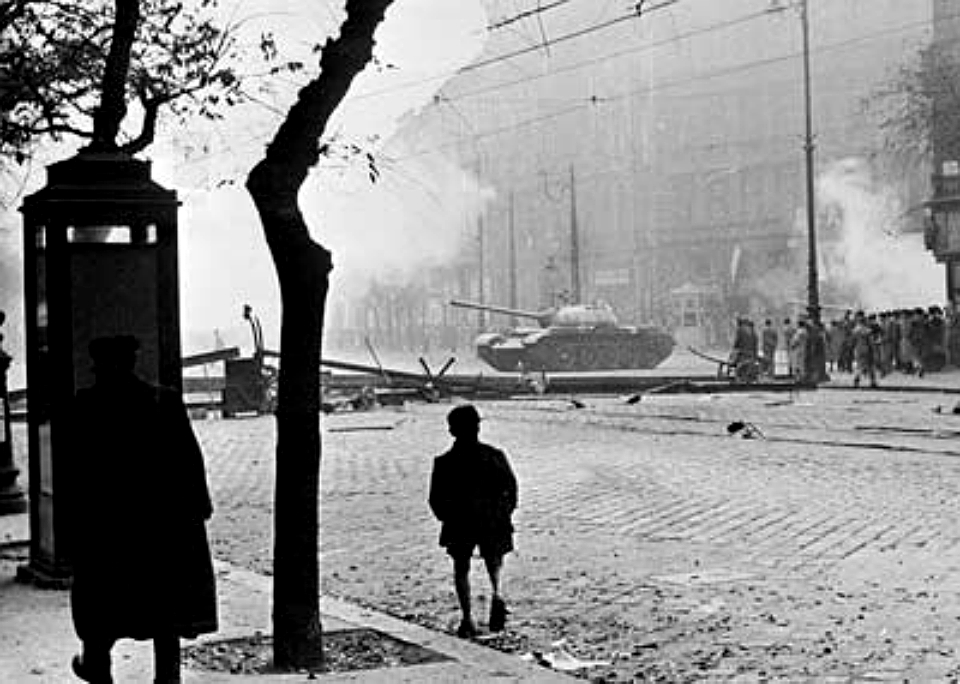
Szovjet tank a budapesti utcán a forradalom alatt

Az éjszaka felfegyverzett forradalmárok a város több pontján barikádokat emeltek, és megkezdődtek az utcai harcok. A forradalom alatt Budapesten összességében néhány ezer fő vette fel fegyverrel a harcot. A fegyveres felkelők többsége munkásfiatal, kisebb része diák, főleg egyetemisták, és sajátos jelenségként számos tizenéves fiú, a vakmerő, tankok elleni Molotov-koktélos akcióikkal hamar hírnevet szerző, a forradalom jelképévé váló „pesti srácok". Ezalatt az MDP vezetősége megerősítette pártfőtitkári pozíciójában Gerő Ernőt, és az „ellenforradalom” leverésére katonai bizottság alakult, amely együttműködésről állapodott meg a székesfehérvári különleges szovjet hadtesttel. Ugyanakkor azonban a nép által követelt kormányfőváltást is végrehajtották: a kormány ülésén Hegedüs Andrást leváltották és Nagy Imrét nevezték ki miniszterelnökké. (Lásd: Második Nagy Imre-kormány)
Hajnalban a rádióban – az Akadémia utcai pártközpontban berendezett stúdióból – a kormány közleménye „ellenforradalmi, fasiszta, reakciós elemek” támadásának minősítette az eseményeket, és gyülekezési tilalmat hirdetett. 8 óra 13 perckor bejelentették Gerő megerősítését pártfőtikárként és Nagy Imre miniszterelnöki kinevezését. Alig félóra múlva beolvasták Nagy Imre statáriumát a harcolók ellen. Negyedóra múlva a rádió hivatalosan is bejelentette, hogy „szovjet alakulatok a kormány kérését teljesítve részt vesznek a rend helyreállításában”. A tényleges vezetésbe csak 24-én reggel bekapcsolódó Nagy Imre így az ország közvéleménye előtt a megtorlás és a szovjet csapatok behívásának részese lett, elvesztve a felkelők bizalmát.
Délben Nagy Imre miniszterelnöki rádióbeszédet mondott: „A békésen tüntető magyar ifjúsághoz csatlakozva ellenséges elemek félrevezettek sok jóhiszemű dolgozót, a népi demokrácia, a néphatalom ellen fordultak.” – fogalmazott, a felkelőket a harcok beszüntetésére szólította fel, és ígéretet tett az 1954-ben félbeszakadt politikai reformok folytatására.

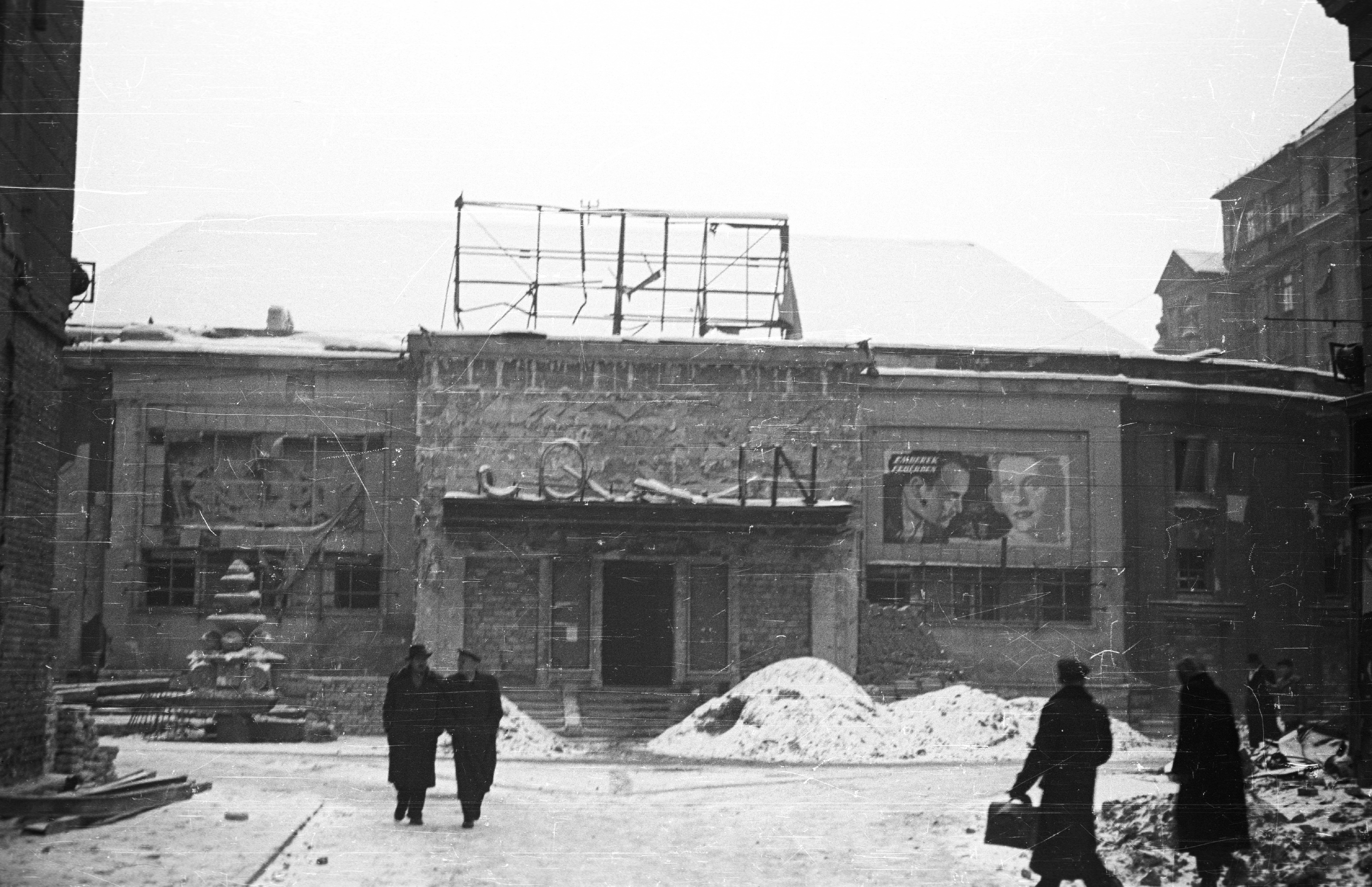
A Corvin köz a rommá lőtt mozival a forradalom leverése után, 1956 telén

A rádió egész nap felforgató ellenforradalmi bandákat, a kormány mellett álló békés, becsületes közvéleményt emlegetett, és szinte óránként valótlan jelentéseket közölt arról, hogy különböző felkelő csoportok letették a fegyvert.
Ennek ellenére egész nap folytatódott a fegyveres ellenállási csoportok kialakulása a város különböző pontjain: Csillaghegyen, a Baross téren, a Corvin köznél (corvinisták), a VIII. és IX. kerület déli részén, a Tompa utcában és a Berzenczey utcában. A felkelők a Bem téri Radetzky-laktanyából és a Timót utcai fegyverraktárból nagy mennyiségű fegyvert zsákmányoltak és az önkéntes jelentkezők ezreit fegyverezték fel. A fegyveres ellenállók sikerrel folytatták a harcot az „ideiglenesen” Magyarországon állomásozó szovjet megszállókkal szemben, és egymás után tették ártalmatlanná a szovjet harckocsikat, fogságba ejtve legénységüket. Az évek óta Magyarországon élő szovjet katonák számos esetben nyíltan barátkoztak a felkelőkkel, akik gyakran meggyőzték őket a forradalom tisztaságáról.
Délután az ÁVH-s őrök a Szabad Nép székházában fegyvertelen tüntetőket lőttek agyon és a holttesteket éppen akkor vitték ki az épületből, amikor egy csoport felfegyverzett forradalmár érkezett oda. Ettől kezdve a felkelők dühe a szovjet katonákról az illegális kommunistákból toborzott erőszakszervezet, az ÁVH ellen fordult. A felkelők hamarosan elfoglalták az Athaeneum Nyomdát, és megkezdődött a röpcédulák gyártása. A nap folyamán az SZKP Központi Bizottságának küldötteiként Anasztasz Mikoján és Mihail Szuszlov megérkeztek Budapestre azzal a moszkvai utasítással, hogy a pártfőtitkári tisztségbe Gerő helyére azonnal Kádár Jánost kell kinevezni. A Petőfi Kör erre a napra a nemzeti kérdésről tervezett vitát. Ezt és a többi októberre tervezett vitát már nem tartották meg, mert este nyolc óra után a rádióban beolvasták Kádár beszédét, melyben az eseményeket Gerőhöz és Nagyhoz hasonlóan ellenforradalmi felkelésnek nevezte.

### Budapesti események október 25-én
Október 25-én hajnalra a szovjet csapatok visszafoglalták a Rádió épületét, majd reggel hat órakor a rádió beolvasta a kormány közleményét mely szerint „az ellenforradalmi puccskísérletet felszámolták”.

#### A Kossuth téri sortűz

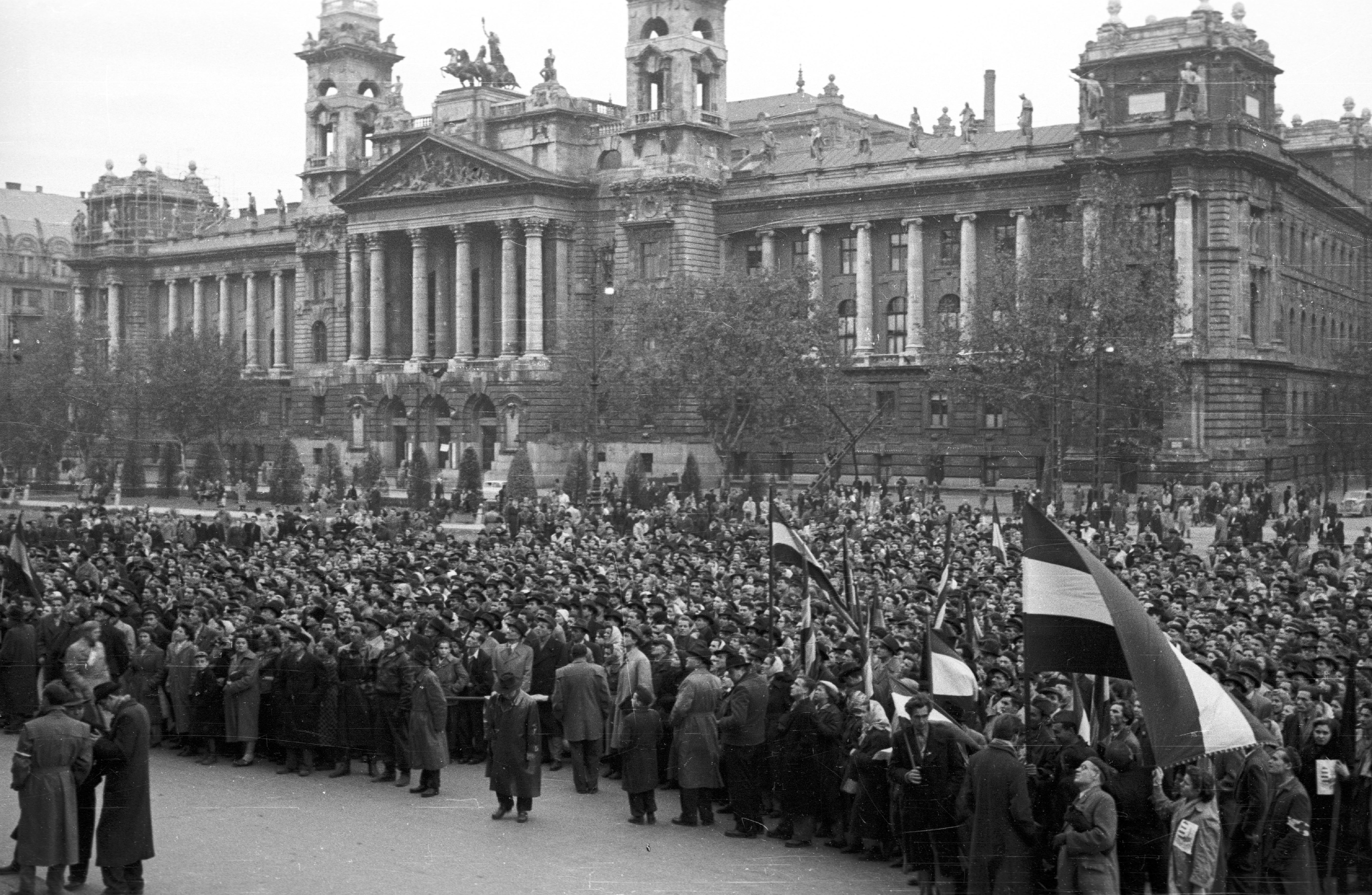
Tömegtüntetés a Kossuth téren

A hírek hatására a délelőtt folyamán fegyvertelen tüntetők tömege gyűlt össze Budapest több pontján: a Deák téren, a Bartók Béla úton, az Amerikai úton, az Astoria Szállónál. A tüntetési menetek az Országház elé, a Kossuth térre vonultak, ahol Nagy Imre megjelenését követelték. Közben az Astoriánál és máshol a várost ellenőrző szovjet harckocsik legénysége nyíltan a tüntetőkkel barátkozott, majd több szovjet harckocsi a tüntetők mellé állt és az embertömeggel együtt a Kossuth térre érkezett, ahol már számos szovjet harckocsi állomásozott egy napja. Délelőtt 11 óra körül mintegy 5000 békés tüntető gyűlt össze az Országház előtt. Ekkor a Földművelésügyi Minisztérium, illetve a tér körüli más épületek tetejéről az ÁVH mesterlövészei tüzet nyitottak a tüntetőkre. Erre a szovjet harckocsik egyik része is a tömeg közé lőtt, míg a forradalomhoz pártolt másik részük a háztetőkön megbújó orvlövészekre tüzelt. A tömeg csak nehezen tudott a térről elmenekülni. A vérengzésnek 61 halálos áldozata és több mint 300 sebesültje volt az ENSZ jelentése szerint, amely azonban Mikoján és Szuszlov adatán alapul.[forrás?] Az áldozatok számát általában 100–200 közé teszik. Később még nagyon sok sebesült is meghalhatott, az összes áldozat 800-1000 fő körül lehetett.
A Kossuth téri sortűz végleg a fegyveres forradalom felé sodorta az eseményeket, ami hamarosan a kormány bukásához vezetett. A Corvin közi felkelők újult erővel lendültek támadásba a szovjet csapatok és az ÁVH egységei ellen. A vérengzést követően a pártvezetés Gerőt végre menesztette, és Kádárt nevezték ki a párt Központi Vezetőségének első titkárává.

#### Kádár János beszéde október 25-én, 15 óra 30 perckor a rádióban

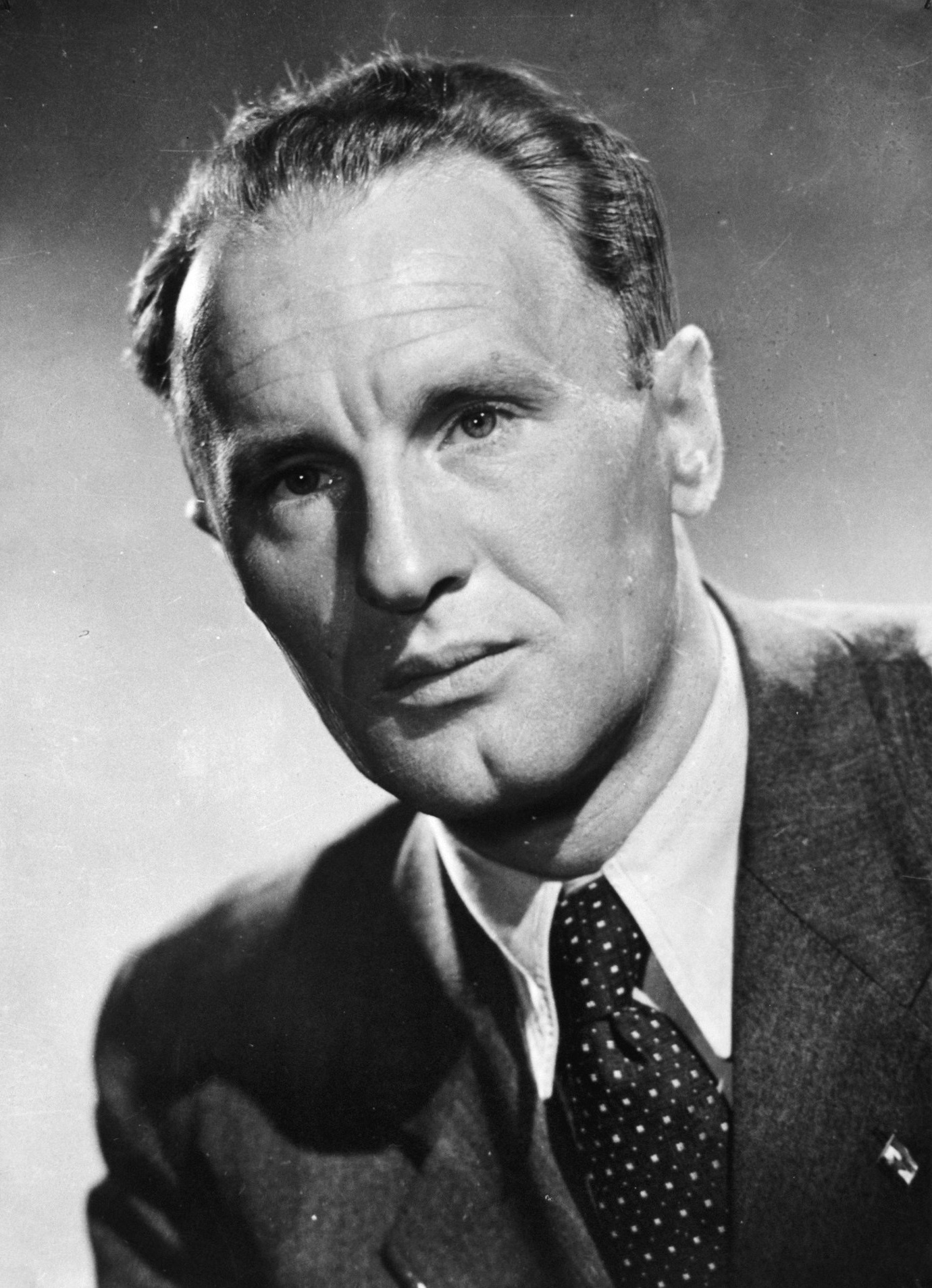
Kádár János (1965-ben)

Délután három óra után Kádár János és Nagy Imre beszéltek a rádióban. Kádár a dolgozókat és párttagokat az ellenforradalmárokkal szembeni fellépésre szólította fel, az október 23-i békés tüntetés céljait azonban becsületesnek nevezte.
Magyar dolgozók, kedves elvtársak!
Pártunk Politikai Bizottsága nehéz és súlyos helyzetben bízott meg a Központi Vezetőség első titkári tisztségével. Sok idő a beszédre ma nincs, ezért egész röviden kívánok szólni néhány kérdésről. A súlyos helyzetnek, amibe kerültünk, az a jellemzője, hogy különböző elemek keverednek benne. Ifjúságunk egy része békésnek indult és a résztvevők nagy többségének céljaiban becsületes felvonulása néhány óra múltán, a bekapcsolódott népellenes ellenforradalmi elemek szándékai szerint, a népi demokrácia államhatalma ellen irányuló fegyveres támadássá fajult. Ebben a súlyos helyzetben kellett döntenünk. Pártunk vezetősége teljes egységben állást foglalt amellett, hogy a népköztársaságunk államhatalma ellen irányuló fegyveres támadást minden lehetséges eszközzel vissza kell verni. A dolgozó nép, a munkásosztály, a parasztság a népköztársaságunkban megtestesült hatalma számunkra szent, és szent kell hogy legyen mindenki számára, aki nem kívánja vissza népünk nyakára a régi igát, a tőkések, a bankárok, a nagybirtokosok uralmát. Ez a fegyveres támadás vérontást, pusztítást és súlyos anyagi károkat okozott és fog okozni mindaddig, amíg egész dolgozó népünk segítségével teljesen végét nem vetjük.…

#### Nagy Imre beszéde 1956. október 25-én 15 óra 18 perckor a rádióban
Nagy Imre a dolgozó nép elleni, a szocialista rend megdöntésére irányuló fegyveres ellenforradalmi támadásnak nevezte az eseményeket, a felkelőket a büntetlenség ígérete mellett ismét fegyverletételre szólította fel, és bejelentette, hogy a magyar kormány tárgyalásokat kezdeményez a szovjet haderők Magyarországról való kivonásáról.
Magyarország dolgozó népe!

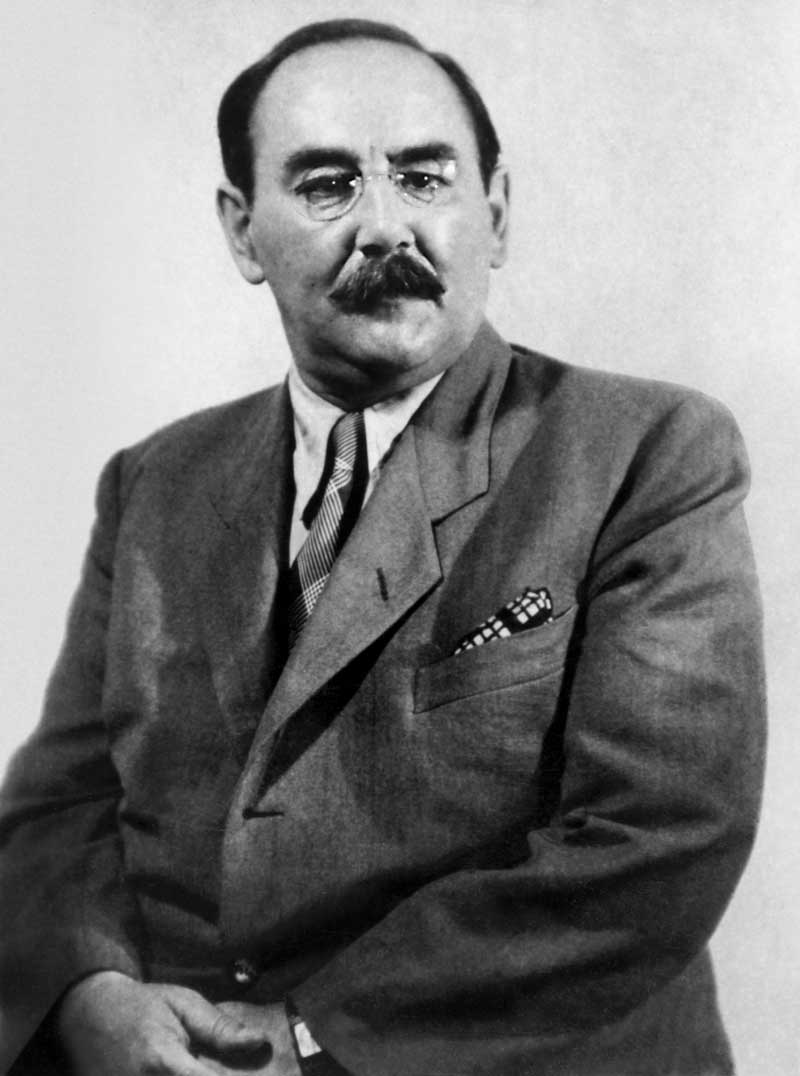
Nagy Imre (1953-ban)

Az elmúlt napok során hazánk tragikus eseményeket élt át. Kisszámú ellenforradalmár felbujtók népköztársaságunk rendje ellen fegyveres támadást indított, amelyet Budapest dolgozóinak egy része az ország helyzete felett érzett elkeseredése következtében támogatott. Ezt az elkeseredést fokozták a múlt súlyos politikai és gazdasági hibái, amelyek helyrehozását az ország helyzete és a nép általános óhaja feltétlenül megkövetelte.
A párt új vezetősége és az új vezetés alatt álló kormány el van szánva arra, hogy a tragikus események tanulságait a legmesszebbmenően levonja. A rend helyreállta után rövidesen összeül az Országgyűlés.…
…Mint a Minisztertanács elnöke bejelentem, hogy a magyar kormány tárgyalásokat kezdeményez a Magyar Népköztársaság és a Szovjetunió közötti kapcsolatokról, többek között a Magyarországon állomásozó szovjet haderők visszavonásáról, a magyar-szovjet barátság, a proletár internacionalizmus, valamint a kommunista pártok és a szocialista országok közötti egyenjogúság és a nemzeti függetlenség alapján.…'
Közben Maléter Pál a kormány képviselőjeként utasítást kapott a rend tárgyalás útján történő helyreállítására, és estére sikerült fegyverszünetet kötnie a Corvin közi felkelőkkel, akik a Kilián laktanyába húzódtak vissza. A nap folyamán önszerveződő módon sorra alakultak az egyetemeken és főiskolákon a forradalmi diákbizottságok, a gyárakban pedig a munkástanácsok.
Október 26-án a rádió békülékenyebb hangnemre váltott, nyugalomra és rendre szólított, „testvérharcról” beszélt, fegyverletételre kérte a felkelőket. Az MDP vezetősége október 26-án is szünet nélkül ülésezett. A katonai bizottság tagjai a felkelés könyörtelen leverését követelték, Losonczy Géza és Donáth Ferenc viszont forradalomról beszéltek és sürgették a tárgyalást a felkelőkkel. A Széna téren, a Móricz Zsigmond körtéren és a Thököly út–Dózsa György út kereszteződésében eközben új fegyveres csoportok alakultak, amelyek elsősorban Molotov-koktélok bevetésével sikeresen küzdöttek a szovjet harckocsik ellen a város szűk utcáiban. Este fél hatkor a kormány amnesztiát hirdetett minden felkelőnek, aki 22 óráig leteszi a fegyvert. A hitelét vesztett kormány felhívása hatástalannak bizonyult, a felkelők nem kívánták a régi karhatalomnak lefegyverezni magukat.

### A fegyveres felkelés sikere és a tűzszünet kihirdetése
A fegyveres felkelés sikere és gyors terjedése, Gerő és Hegedüs bukása, a szovjet csapatok, a párt-keményvonalasok–ÁVH-sok intézkedéseinek kudarca a felkelés erőszakos leverésére, a magyar hadsereg bevethetetlensége meglepte és először összezavarta a politikai vezetés tagjait. A vitából a politikai rendezést támogató Nagy Imre és hívei kerültek ki győztesen, és hosszú vitában többséget kapott az álláspont, hogy ismerjék el, hogy a fegyveres harc ellenére nem ellenforradalomról, hanem a szocializmus mellett álló népfelkelésről van szó. A helyzetet látva a szovjet vezetés is Nagy Imréék mögé állt, próbálva még egy esélyt adni a válság újabb fegyveres beavatkozás nélküli megoldására (miközben ezzel párhuzamosan vidéken folytatták a lépéseket katonai jelenlétük megerősítésére).
Október 27-én délelőtt Nagy Imre átalakította kormányát, amelyben az MDP reformkommunista tagjai mellett helyet kapott a Kisgazdapárt két volt vezetője, Tildy Zoltán és Kovács Béla is. Az új kormány elhatározta az azonnali tűzszünet kihirdetését és az utcákon harcoló forradalmi tömegek követeléseinek megfelelően a gyökeres politikai irányváltást. Éjszaka Nagy és Kádár a szovjet nagykövetségen hosszan tárgyalt Mikojánnal és Szuszlovval, akik támogatták a politikai vezetés átalakítását, és hogy a tűzszünet érdekében kivonják a szovjet harckocsikat a fővárosból. Nagy Imre erőteljes fellépése nyomán végül az MDP politikai bizottságának ülése is jóváhagyta a kormány döntéseit a tűzszünetről, az események forradalomként való értelmezéséről és a felkelők követeléseinek részleges elfogadásáról. A tűzszünet kihirdetését követően rádióközleményben felszólították a fiatalokat, hogy csatlakozzanak a szerveződő új forradalmi karhatalomhoz. A rádióban a fegyveres felkelőkről ekkor is mint a rendőrség és a baráti szovjet hadsereg segítségével lefegyverzendő ellenséges csoportokról beszéltek.

#### A fordulat napja a vezetésben (okt. 28.)

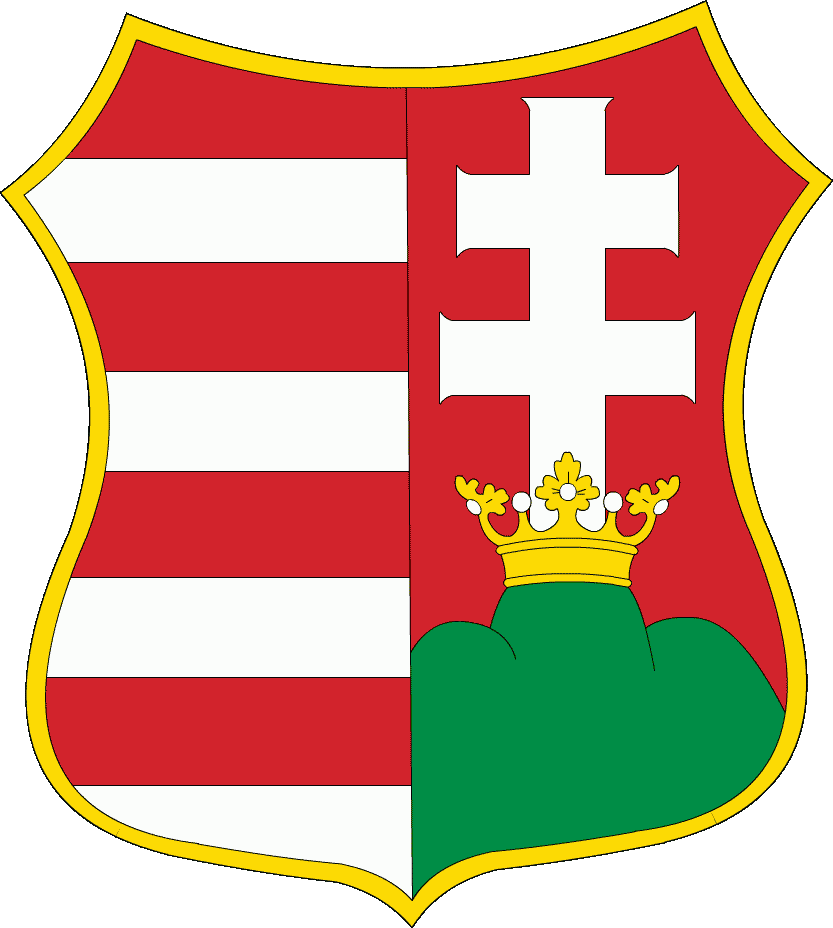
Kossuth-címer

Reggel a szovjetek még az éjszakai megállapodás ellenére támadást indítottak a Corvin köznél. A Kilián laktanyában lévő Maléter Pál ezredes és katonái, valamint a Kossuth Tüzér Tiszti Iskola odavezényelt százada megtagadták a részvételt a felkelők elleni támadásban. A felkelők Molotov-koktélokkal sorra semmisítették meg a szovjet harckocsikat. Kemény ellenállásuk miatt végül az utolsó nagy szovjet roham is kudarcba fulladt, és a támadók visszavonultak. A Nagy Imréhez csatlakozott Kádár Jánost 27-én éjjel értesítették, hogy a SZOT megállapodásra jutott az Egyetemi Forradalmi Diákbizottság és az Írószövetség képviselőivel, s közös nyilatkozatot jelentetnek meg a forradalom követelései mellett. 
Délben a Nagy Imre-kormány az ország felé hivatalossá tette a lezajlott politikai fordulatot: kihirdette a tűzszünetet és a felkelés követeléseinek elfogadását. A Parlamentben megalakult és ülést tartott az új kormány.

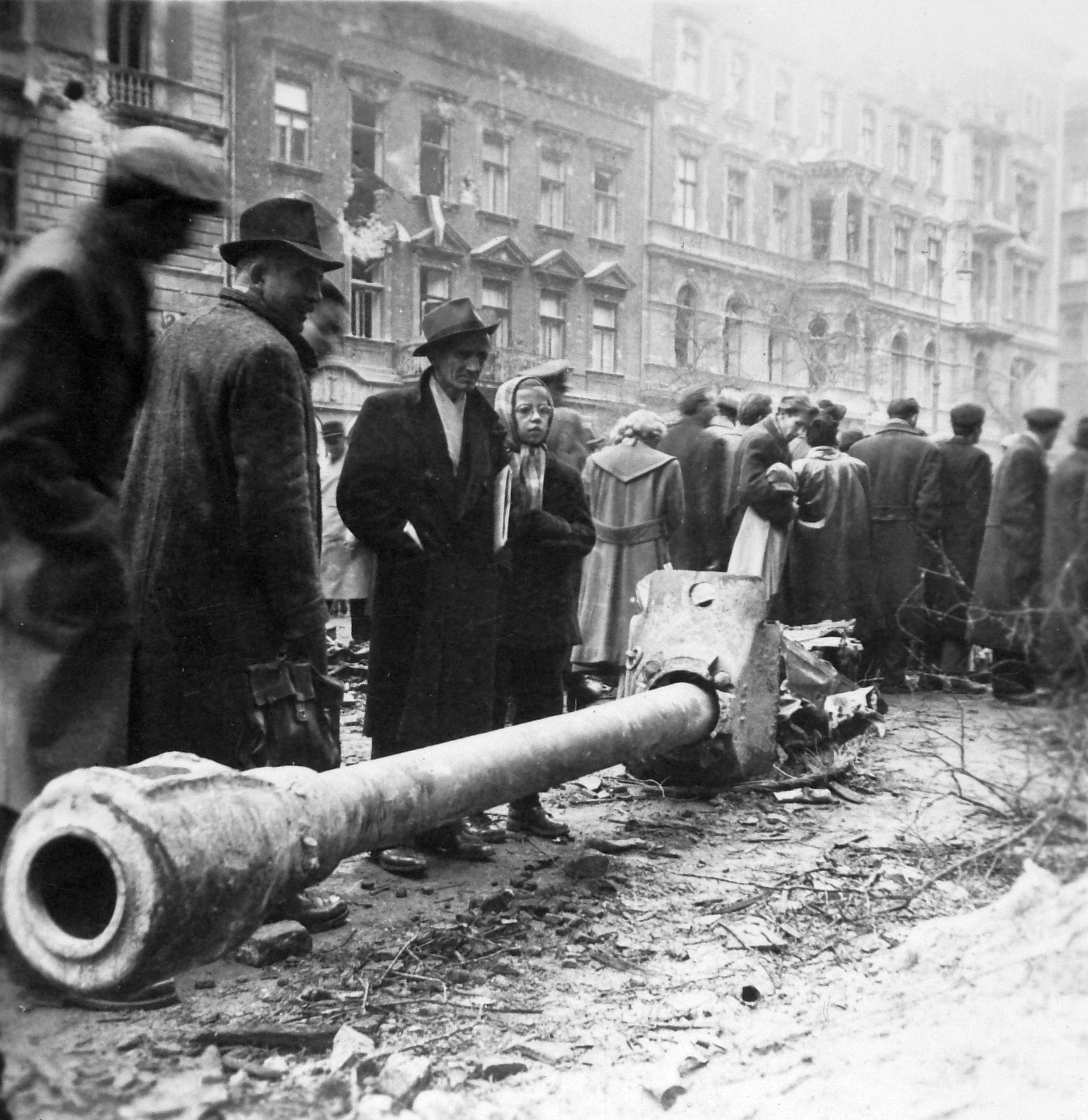
József körút, Práter utcától a Pál utca felé nézve. ISZ–3 szovjet harckocsi 122 mm-es ágyújának maradványa

A tűzszünet kihirdetése után a corvinisták fegyverszünetet kötöttek Maléterrel, és katonái a felkelőkkel együttműködésben léptek fel.
Nagy Imre este 17 óra 25-kor rádióbeszédben jelentette be az új kormány megalakulását és az általános amnesztiát a felkelés résztvevői számára, a szovjet csapatok kivonását Budapestről, az ÁVH feloszlatását, a Kossuth-címer bevezetését és március 15-e nemzeti ünneppé nyilvánítását, valamint hogy az új kormány már nem ellenforradalomként, hanem nemzeti demokratikus mozgalomként értékeli a történteket. 
Este tízkor a rádióban közleményben szólították fel a fiatalokat az alakuló nemzetőrséghez való csatlakozásra, és felfüggesztették a kijárási tilalmat. Éjjel Gerő, Hegedüs és jó néhány további sztálinista pártvezető családjukkal együtt repülőgépen Moszkvába menekültek.
Október 28-án tehát a fegyveres felkelés kivívta az ország vezetésében a politikai fordulatot és a forradalom követeléseinek elfogadását.
Október 29-én a rendőrség, a katonaság és a felkelők vezetői megtárgyalták a fegyverszünet részleteit. Janza Károly honvédelmi miniszter parancsot adott forradalmi katonatanácsok alakítására. A nap során a főváros számos intézményében forradalmi bizottságok alakultak. Münnich Ferenc belügyminiszter közölte, hogy megkezdték a demokratikus rendőrség megszervezését. Tovább folyt a kormány által felállított nemzetőrség szervezése is, amelyet a rendőrség és a hadsereg mellett működő harmadik fegyveres alakulatként képzeltek el a forradalom vívmányainak megvédésére, a közrend biztosítására, illetve a fegyveres felkelők szervezett keretek közé illesztésére. Másnapra a kormány által meghirdetett fegyverszünet megvalósulni látszott: a harcok elcsitultak, 30-án a szovjet csapatok zöme elhagyta Budapestet, és vidéki laktanyákba visszavonulva erős katonai gyűrűt építettek ki Budapest körül.

### A Köztársaság téri csata
Október 30-án reggel a Köztársaság téren, az MDP budapesti bizottságának épülete előtt harcok kezdődtek. A konfliktus oka az volt, hogy a pártház védelmére kirendelt 46 ÁVH-s katona annak ellenére az épületben maradt, hogy Nagy Imre kormánya 28-án feloszlatta a szervezetet, amely így illegális fegyveres csoportnak minősült. A helyzetet súlyosbította, hogy az ÁVH-sok rendkívül provokatívan viselkedtek és a téren átvonuló nemzetőrökre, illetve fegyvertelen járókelőkre rálőttek, sőt többüket elfogták és az épületbe vitték.

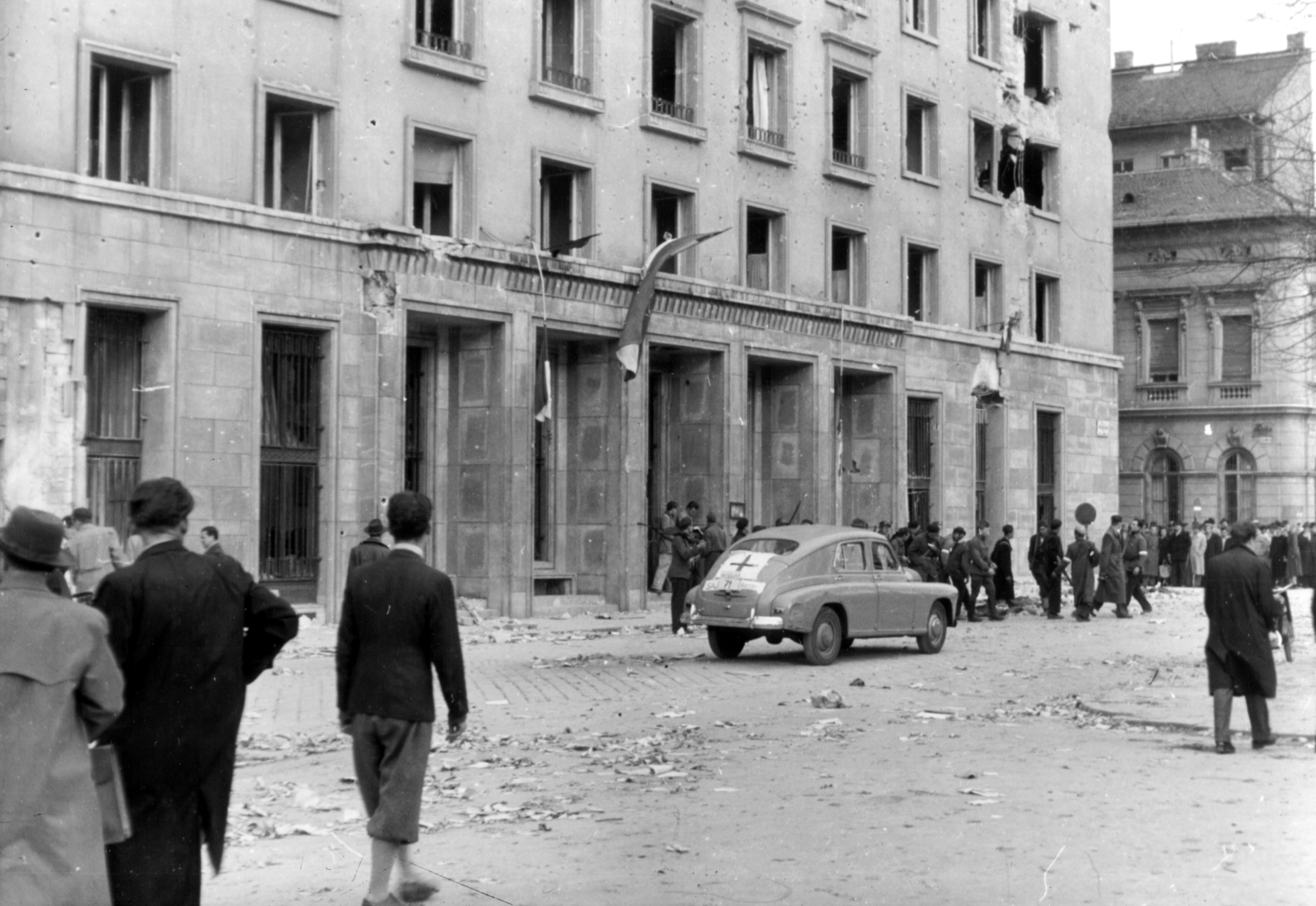
Mentőautó az MDP budapesti bizottságának székháza előtt, a csata után (Fortepan)

Az a hír is elterjedt, hogy föld alatti börtöneikben kínozzák őket. Ezért reggel egy nemzetőrcsapat hatolt be az épület előterébe, hogy megtudakolják, kik tartózkodnak odabent. A nemzetőröket azonban lövésekkel fogadták, sőt egy kézigránát is robbant, mire kimenekültek. Az ÁVH-sok ezzel az érvényben lévő tűzszünetet is felrúgták. A történtek miatt délelőtt a nemzetőrök, katonák és rendőrök spontán szerveződő csoportjai a tér bokrai és fái fedezékéből megkezdték a pártház ostromát, azonban a védők az ablakokból távcsöves puskáikkal zúdítottak rájuk folyamatos tüzet. Az ostromlóknak a tér bokrai csak gyenge fedezéket nyújtottak, az épület felé rohanva pedig könnyű célpontot jelentettek a mesterlövészeknek, ezért igen sok volt a halottjuk és sebesültjük. Amikor a földön fekvő sebesültek elszállítására mentők érkeztek a helyszínre, az ÁVH-sok agyonlőtték őket is. Kora délután a pártház védelmére odarendelt magyar honvédségi harckocsik jelentek meg, ezek azonban helyismeret hiányában, a helyzetet tévesen felmérve magát az épületet lőtték szét.
Ekkor Mező Imre, a védők parancsnoka – akit a párt Katonai Bizottsága a Pártbizottság épületében tartózkodó civilek irányítására kért fel október 24-étől – és két másik katonatiszt fehér zászlóval kijött az épületből, azonban valahonnan tűz zúdult rájuk, és sebesülten mindhárman elterültek a földön. Mező felesége szerint férjét hátulról, sajátjai lőtték le.[forrás?] Az ostromlók ezután behatoltak az épületbe, és az ellenálló ÁVH-s katonákat tűzharc után elfogták, míg a védők nagyobb része és az épületben megbújó belügyi- és pártvezetők a szomszédos házak udvarán át elmenekültek.
A pártház elfoglalását követően az épület előtt összegyűlt fegyveres civilek egy kisebb csoportja bosszút követelt azért a két sortűzért, melyet a fehér zászló kitétele után vezényeltek az ostrom végének örülő, fegyvertelen tömegbe. Az áldozatok száma száznál is több lehetett. A fehérköpenyes ápoló lelövéséért is bosszút kiáltottak az emberek. Amikor az elfogott ÁVH-sokat az épületből kivezették, az agresszív csoport hét ÁVH-s kiskatonát a falhoz állítva, további két tisztet a pártház előtt agyonlőtt, holttestüket pedig a pártház előtt brutálisan meggyalázták – amit külföldi fotóriporterek meg is örökítettek. (Ezt az eseményt később a Kádár-rendszer az „ellenforradalommal” szembeni propaganda egyik fő elemeként használta fel.) A kegyetlenkedést a nemzetőrök és a helyszínre érkező corvinisták fékezték meg. A pártház védői közül állítólag 25 személy vesztette életét, és az ostromlók halottainak száma sokkal több lehetett.

### Négypárti koalíciós kormány megalakulása és a szovjet kivonulás
A korábban betiltott politikai pártok, például a Független Kisgazda-, Földmunkás- és Polgári Párt (FKGP), a Magyarországi Szociáldemokrata Párt (MSZDP) és a Nemzeti Parasztpárt (NPP) újra megkezdhették működésüket, hogy az ország koalíciós kormányzásában való részvételre felkészüljenek. A gyors változások és a rövid idő miatt a nemzeti kormány nem tudta pontosan tisztázni politikai céljait, amelyeket a közvélemény is erőteljesen befolyásolt. Az újságok vezércikkei hangsúlyozták, hogy Magyarországnak semleges, többpártrendszerű szocialista demokráciának kell lennie. A többpártrendszer bevezetése azonban késett, mivel Nagy Imre és kormánya egészen másban, a „demokratikus szocializmusban” gondolkodott: „ők a kommunista párt hegemóniájához ragaszkodnak, de ezen túlmenően nem változtatnak a belső politikai viszonyokon, amely szerint csak egyetlen politikai párt létezhet. A többi pártnak a rendszerrel egyetértő elemei csak a Hazafias Népfrontban mint segédcsapatok szerepelhetnek.” A kormányt csak napokkal később, az események alakulása kényszerítette rá a korlátozott többpártrendszer elfogadására.

A Nemzeti Kormány névsora

Október 30-án délután Nagy Imre rádióbeszédében bejelentette, hogy „a mind szélesebben kibontakozó forradalom, a demokratikus erők hatalmas megmozdulása válaszút elé állította” Magyarországot és bejelentette a pártállam és az egypártrendszer megszűnését és a szabad választások előkészítését. Egyidejűleg bejelentette, hogy „a nemzeti kormányon belül szűkebb kabinetet létesít, amelynek tagjai: Nagy Imre, Tildy Zoltán, Kovács Béla, Erdei Ferenc, Kádár János, Losonczy Géza és a szociáldemokrata párt által kijelölt személyiség.” Ezenkívül bejelentette, hogy a felkelőket bevonják az új karhatalom szervezésébe, eltörlik a parasztságot sújtó begyűjtési rendszert, és tárgyalásokat kezdenek a szovjet csapatok teljes kivonásáról. Nagy Imre minisztertanácsba kérette Andropovot, ahol közölték vele a Varsói Szerződésből kilépésről szóló döntést, valamint számonkérték Andropovon az országba mindeközben folyamatosan beözönlő, hívatlan szovjet csapatokat. Kádár magyarázata szerint a szovjet haderő jelenléte ellenforradalmi megmozdulásokat válthat ki, ezért egyetért a javaslattal. Ha ez bekövetkezik, akkor Kádár véleménye szerint mint kommunistának és mint magyarnak egyetlen kötelessége marad: fegyverrel harcolni. Andropov estére azzal a javaslattal állt elő, hogy a szovjetek készek kivonni a csapatokat, amennyiben Magyarország visszavonja az ENSZ felé intézett kérését a magyar ügy napirendre tűzéséről. Nagy Imre ezt elfogadta.
A kormányzáshoz az 1945-ös koalíciós pártokat tömörítő ideiglenes négypárti koalíciós kormányt, a Nemzeti Kormánynak nevezett testületet állítottak fel. Egy szűkebb kabinet tagja volt Nagy Imre, Losonczy Géza MDP, Kádár János (MDP), Tildy Zoltán, Kovács Béla (FKGP) és Erdei Ferenc (NPP). A szociáldemokraták számára fenntartott helyet Kéthly Anna és az újjáalakult MSZDP többi vezetője vonakodása miatt egyelőre nem töltötték be, Nagy Imre azonban velük is tárgyalást folytatott a széles nemzeti egységkormány létrehozásáról.
Nagy Imre tárgyalt a fegyveres felkelők vezetőivel is, és megállapodott velük az új nemzeti karhatalomban való részvételükről. Ennek megszervezésével a kormány Király Béla volt tábornokot bízta meg, aki ezekben a napokban szabadult a börtönből, mivel a forradalom előtt politikai fogolyként életfogytiglani büntetését töltötte. Október 29-én, a Budapesti Rendőr-főkapitányságon megalakult a Forradalmi Karhatalmi Bizottság. Másnap a fegyveres erők vezetői közös ülést tartottak a Kilián laktanyában. Az ülésen úgy döntöttek, hogy a Nemzetőrség válik a hadsereget, a rendőrséget, a felkelők csoportjait és a nemzetőröket egyesítő egységes karhatalommá, és hogy a Király Béla vezetésével létrehozott irányító szervben, a Forradalmi Karhatalmi Bizottságban a felkelőcsoportok és a katonatanácsok küldöttei közösen vesznek részt. A Honvédelmi Minisztériumban ezután összeállították az új katonai vezetés követeléseit, többek között a szovjet csapatoknak az ország egész területéről való kivonásáról és a Varsói Szerződés felmondásáról.
Október 31-én a média hírül adta a leginkább várt hírt: a szovjet kormány határozatot hozott csapatainak Magyarországról történő kivonásáról (nem sejtve, hogy ez csupán taktika, és a szovjetek ugyanezen a napon döntöttek Moszkvában a végső katonai invázióról). Nagy Imre kora délután beszédet mondott a Kossuth téren, amelyben bejelentette, hogy tárgyalások kezdődtek az országnak a Varsói Szerződésből való kilépéséről és hogy október 23-a nemzeti ünnep lesz.

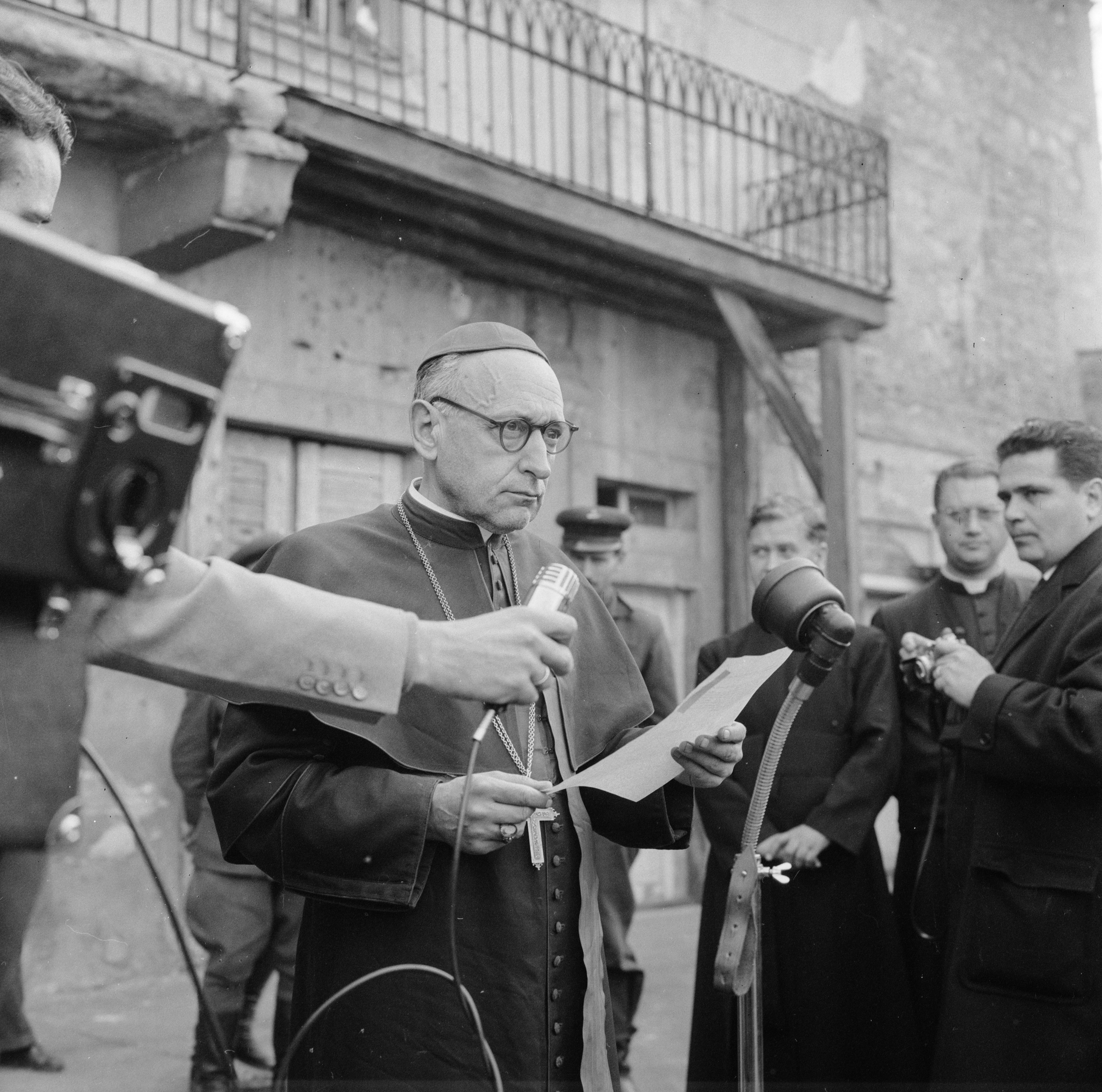
Mindszenty József bíboros a kiszabadítása után tartott sajtókonferencián (november 1.)

A nap során az MDP elnöksége kimondta a párt feloszlatását, és helyette megalakult a Magyar Szocialista Munkáspárt, a leváltott Gerő, Hegedűs, Kovács István, Piros László Szovjetunióba menekültek. A négy nagy párt mellett sorra alakultak különböző kisebb politikai pártok is, mint a Kereszténydemokrata Néppárt, a Magyar Forradalmárok Pártja és a Parasztszövetség. A Nemzeti Parasztpárt ugyanakkor Petőfi Pártra változtatta a nevét, vezetőségi tagjai pedig a legnagyobb kortárs írók lettek: Bibó István, Féja Géza, Illyés Gyula, Keresztury Dezső, Kodolányi János, Németh László, Remenyik Zsigmond, Sinka István, Szabó Lőrinc, Tamási Áron.
A forradalom győzelme során a börtönökből kiengedték a politikai rabokat (a belügyi tárca becslése szerint kb. 3000 politikai s 10 000 köztörvényes szabadult ki, de az utóbbiak közt sok olyan paraszt és munkás volt, akit szabotázsért, munkalassításért, élelmiszer-rejtegetésért vagy jegyüzérkedésért ítéltek el), köztük a legfontosabb személyt, Mindszenty József bíborost is, akit az új kormány hivatalosan is rehabilitált. A magyar katolikus egyház vezetőjének október 31-i útja Rétságról Budapestre valóságos diadalmenet volt. A falvakban és a városokban, amelyeken átvonult, harangzúgás és virágeső fogadta. Újpesten akkora munkástömeg várta és köszöntötte, hogy az autó, amelyen ült, csak lépésben tudott előbbre jutni. A Magyar Forradalmárok Pártja a Rákóczi téren rendezett tüntetésén Mindszenty-kormányt követelt. Ugyanezen a napon Ordass Lajos korábban bebörtönzött evangélikus püspök is újra átvette hivatalát.

## Országos események, október 24–31.

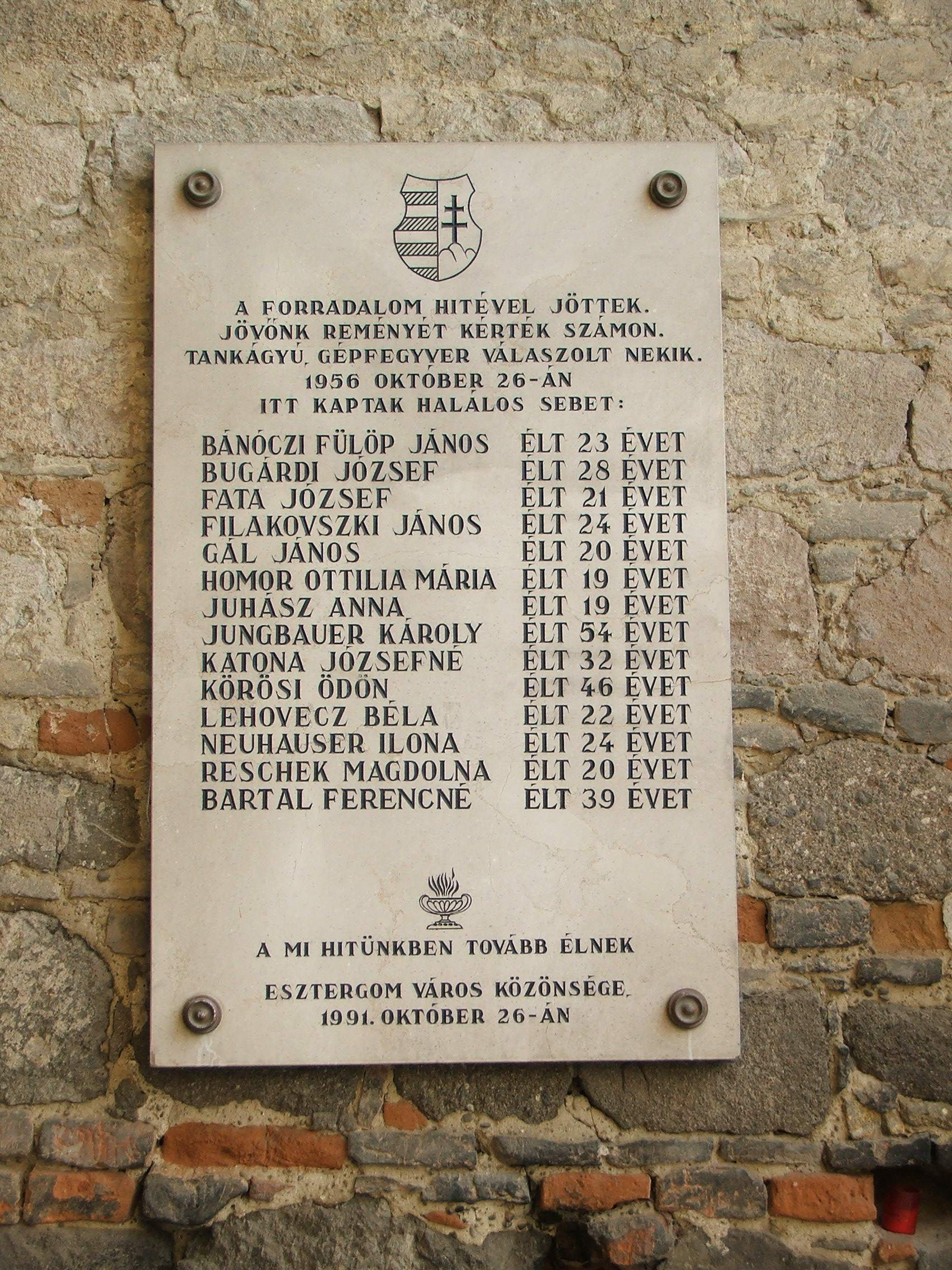
Az esztergomi vérengzés emléktáblája

A budapesti eseményekkel egyidejűleg az ország nagyobb városaiban és kisebb településein is tüntetéseket, népgyűléseket tartottak, többek között Békéscsabán, Dunapentelén, Dunaszekcsőn, Esztergomban, Gyöngyösön, Győrött, Gyulán, Kaposvárott, Keszthelyen, Komáromban, Komlón, Miskolcon, Mohácson, Nagykanizsán, Nyíregyházán, Oroszlányban, Ózdon, Pakson, Pápán, Pécsett, Salgótarjánban, Siófokon, Sopronban, Szegeden, Szekszárdon, Szentesen, Szigetváron, Szolnokon, Szombathelyen, Tatabányán, Tiszafüreden, Vácott és Veszprémben. Vidéken is követelték a budapesti egyetemisták 16 pontjában foglaltak végrehajtását és a földek visszaadását. Az országban sok helyen elzavarták a korábbi vezetőket, ledöntötték a szovjet emlékműveket, leverték a vörös csillagokat, a helyi tanácsok irodáiból kidobálták és elégették a begyűjtési íveket.
A hatalom azonban akárcsak Debrecenben és Budapesten, sok más településen is erőszakkal próbálta elfojtani a forradalmat. Október 24-én Székesfehérváron a városháza előtt a békés tüntetőkre a szovjet katonák sortüzet adtak le, hatan életüket vesztették. Október 26-án és 27-én az ÁVH-s katonák fegyvertelen tüntetőkre nyitottak tüzet Baján, Bajon, Berzencén, Gödöllőn, Győrött, Kalocsán, Kiskunhalason (2 halott), Kecelen, Kiskőrösön, Kecskeméten (3 halott), Miskolcon, Nagykanizsán, Örkényben, Sopronban, Szabadszálláson, Szegeden, Tatán, Várpalotán és Zalaegerszegen. A mosonmagyaróvári sortűznek 52 halottja és 86 sebesültje volt, az esztergomi vérengzés áldozatainak számát a különböző források 14 és 22 közé teszik. A Sötétkapu alagútjában elhelyezett táblán 14 név szerepel, közülük 8 esztergomi lakos volt. tüntető halt meg és legalább ötvenen megsebesültek. Tiszakécskén vadászgépről lőtték a felvonulókat (17 halott és 110 sebesült). 1956. október 29-ig a békés tüntetők ellen összesen 61 sortűzre került sor az országban. A több száz halott és sebesült között számos asszony és gyerek is volt, és az áldozatok zöme hátulról szenvedte el sebesüléseit.
Az október 23-i gyilkos sortűzre a debreceni lakosság általános politikai sztrájkkal válaszolt. Ennek eredményeként október 26-án a pártvezetés meghátrált és a polgárok demokratikusan választott képviselői vették át a város irányítását. 26-ától máshol is sorra alakultak a városi forradalmi bizottságok, nemzeti tanácsok, munkástanácsok, így például Baján, Békéscsabán, Egerben, Esztergomban, Győrben, Gyulán, Kaposváron, Komlón, Miskolcon, Nyíregyházán, Sopronban, Szekszárdon, Székesfehérváron, Szolnokon, Tatabányán és Zalaegerszegen. Máshol súlyos harcok robbantak ki a felkelők és az ÁVH között, mint Dunapentelén, Kecskeméten, Nyíregyházán, Tatán és Várpalotán. A rendőrök számos helyen a forradalmárok mellé álltak az ÁVH-val szemben. A felkelők mindenütt kiszabadították a börtönökben és munkatáborokban raboskodó politikai elítéltek ezreit. Lőkösházán és Battonyán a lakosság felszedte a vasúti síneket, hogy megakadályozzák az újabb szovjet csapatok beszállítását. Mind több városban jöttek létre új független újságok és rádióállomások, mint a Szabad Győr Rádió és a Szabad Debrecen Rádió. Október 30-án valamennyi forradalmi bizottságot és munkástanácsot elismerte a Nemzeti Kormány, mint a települések, illetve a gyárak és bányák szabadon, demokratikusan választott új döntéshozó szerveit. A munkástanácsok elismerésével az üzemek és bányák valódi dolgozói tulajdonba kerültek, ami történelmileg is egyedülálló tett volt.

## A forradalom nemzetközi visszhangja

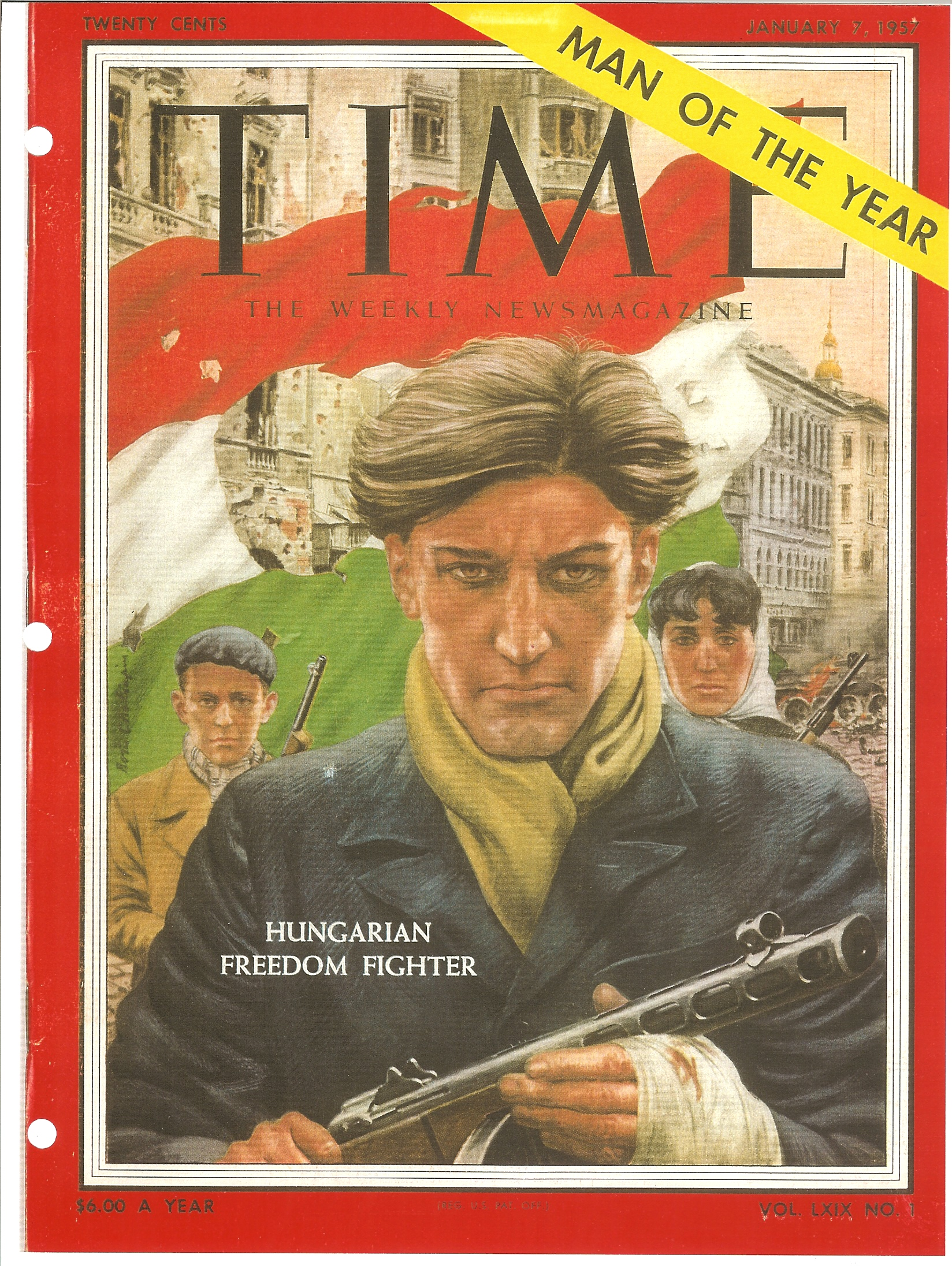
A Time magazin címlapja

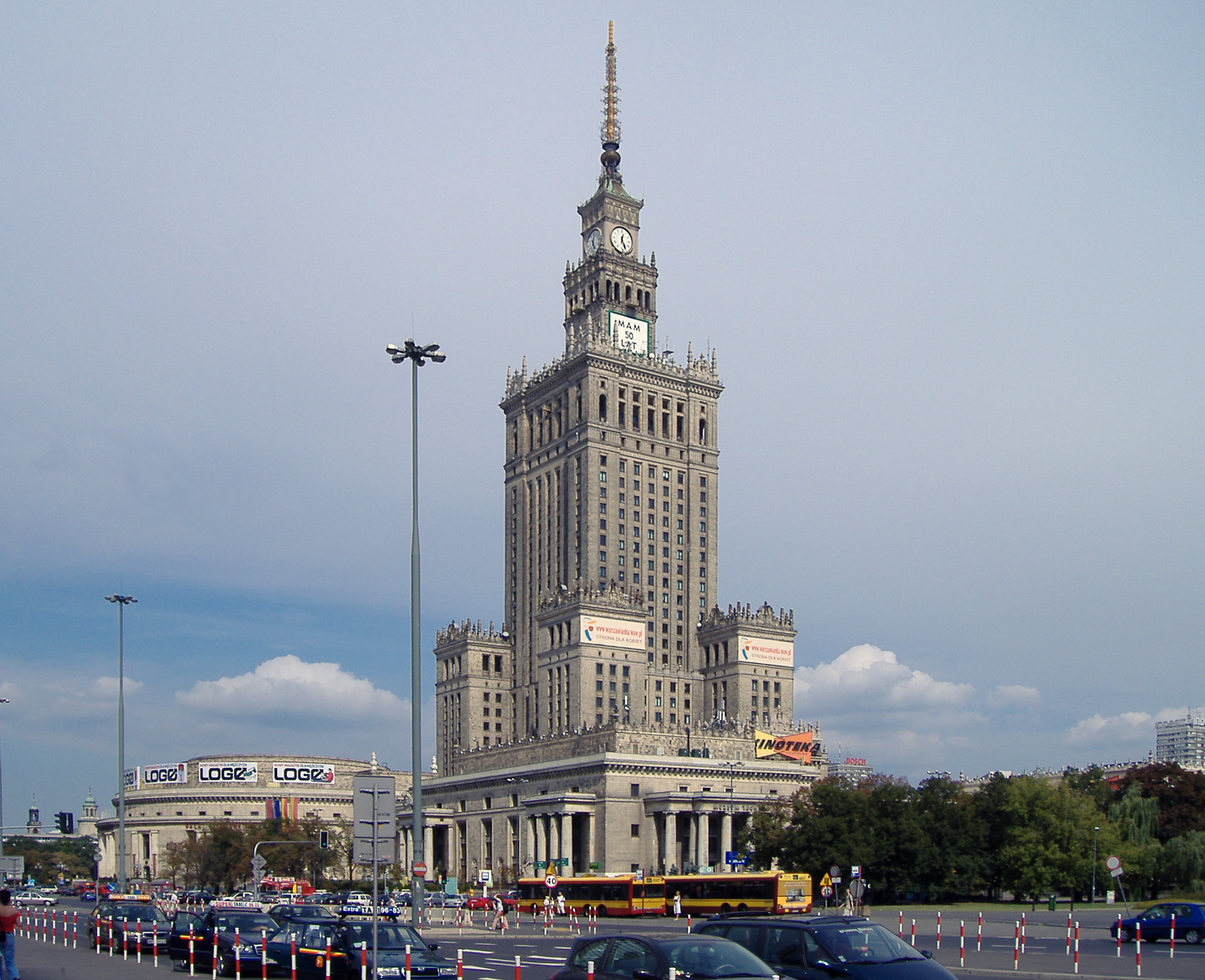
A varsói tüntetés helyszíne

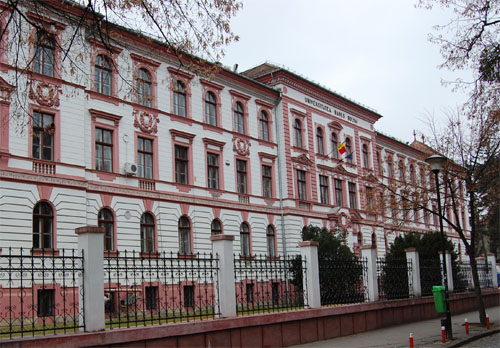
A kolozsvári Bolyai Tudományegyetem

A magyar forradalom hírére a nyugati országok számos városában szovjetellenes jelszavakkal vonultak ki a diákok az utcákra és a szovjet követségek elé. XII. Piusz pápa a világ katolikusait imára szólította a felkelés győzelméért. Számos nyugati országból érkezett vér, gyógyszer és élelmiszer a Magyar Vöröskereszt számára.
Varsóban október 24-én több százezres nagygyűlésre került sor a magyar forradalom mellett, ami az 1956. októberi lengyelországi tüntetéssorozat igazi csúcspontját és egyben lezárását is jelentette. A lengyel napilapok nagy terjedelemben és objektíven számoltak be a magyarországi eseményekről. Gomułka és az új lengyel reformista pártvezetés is szövetségest látott Nagy Imre kormányában. Október 28-án a Lengyel Munkáspárt (LEMP) nyilvános üzenetet intézett a magyar nemzethez, amelyben üdvözölték a magyar forradalmat. Ezzel mintegy „felhatalmazták” a lengyel társadalmat a magyarok melletti szolidaritási mozgalomra, ami egyben levezető csatornaként is szolgált az októberi tüntetéssorozat által kiváltott érzelmeknek. Az október 28-tól Budapestre érkező lengyel vér- és segélyszállítmányok a legnagyobb mértékű külföldi segítséget jelentették a magyar forradalom napjaiban.

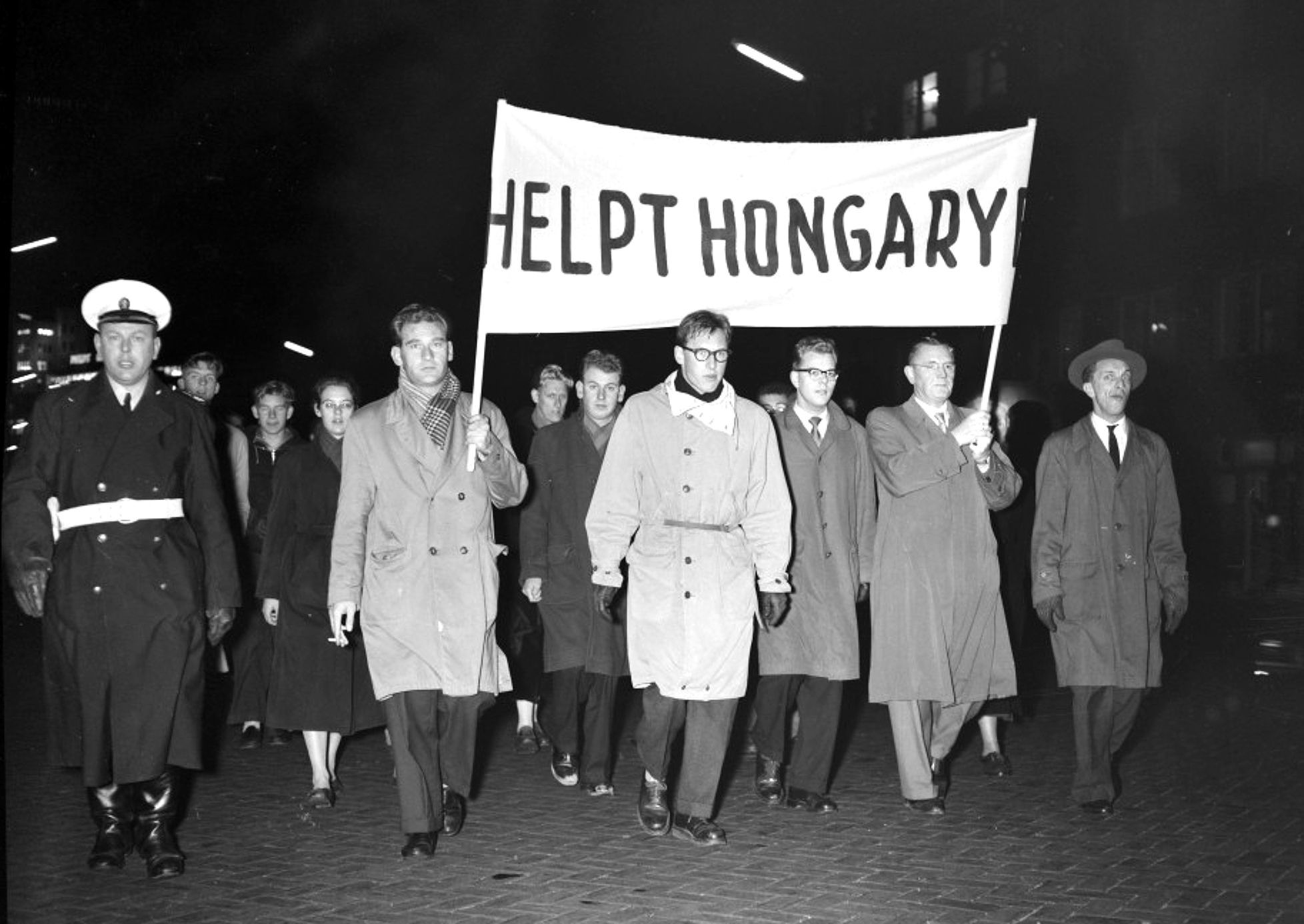
Helpt Hongarije, esti szimpátiatüntetés Magyarországért, 1956 november 5., Eindhoven, Hollandia

Október 30-án a román egyetemisták mintegy 2500 diák részvételével nagygyűlést tartottak a temesvári Műegyetemen, ahol a szolidaritásukat fejezték ki a magyar forradalommal, a szovjet csapatok kivonását és demokratikus reformokat követeltek. A hadsereg és a Securitate azonban bekerítette a diákokat, majd valamennyiüket gyűjtőtáborba hurcolták. November 1-jén, halottak napján a kolozsvári magyar Bolyai Tudományegyetem hallgatói a Házsongárdi Temetőben tartottak tömeges rokonszenvtüntetést a magyar forradalom mellett. Megemlékező beszédet mondtak, egy diák elszavalta Reményik Sándor Eredj, ha tudsz című versét, majd elénekelték a Himnuszt. Sok résztvevő nemzeti színű kokárdát és gyászszalagot tűzött ki. A bukaresti egyetemisták november 4-én próbáltak tömegtüntetést szervezni, de a szervezőket letartóztatták.
Eisenhower amerikai elnök október 31-i elnökválasztási televíziós és rádióbeszédében a magyar nép iránti csodálatának adott hangot. Ugyanebben a beszédben azonban azt is kijelentette, hogy az Amerikai Egyesült Államok az új magyar vezetést nem tekinti potenciális szövetségesének és nem fog katonai segítséget nyújtani a magyaroknak. Ezzel Moszkva gyakorlatilag megkapta a jóváhagyást az invázióra.
Az Amerikai Egyesült Államok finanszírozásával működtetett Szabad Európa Rádió a magyarországi közvélemény egyik fő információs forrása volt ezekben a napokban. A november 4-i szovjet támadást követően a rádiócsatorna folyamatosan kitartásra biztatta a fegyveres felkelőket és a Nyugat várható katonai segítségéről beszélt. Az így keltett megalapozatlan remény hozzájárulhatott a fegyveres felkelőknek a mérhetetlen túlerővel szembeni harc utolsókig tartó vállalásához, majd csalódásához.

## Szovjet döntés a végső katonai beavatkozásról
A magyar forradalom első napjaiban a szovjet pártvezetés is megosztott volt. Hruscsov és a többség eleinte a katonai beavatkozás helyett a politikai megoldást, Nagy Imre reformkommunista vezetését támogatta. Miután azonban a koalíciós magyar kormány túllépett a Szovjetunió számára elfogadható reformok szintjén, az USA és a nyugati nagyhatalmak pedig kifejezték, hogy nem nyújtanak segítséget Magyarországnak, a szovjet politika vezetői is a katonai támadás mellett döntöttek. A döntést számos tényező indokolta. Az egyik fő indok az volt, hogy Magyarország ki akar lépni a Varsói Szerződésből és ki akarja nyilvánítani semlegességét, ami azzal fenyeget, hogy a Szovjetuniót határoló, szatellitállamokból kialakított egész kelet-európai védelmi és ideológiai ütközőzóna összeomlik.
Október 31-i ülésén a szovjet pártvezetés úgy döntött, katonai erővel leveri a magyar forradalmat. A felállítandó szovjetbarát kormány vezetésére olyan személyt kerestek, akivel a fegyveres beavatkozás után a legkisebb ellenállás mellett konszolidálni tudják befolyásukat. Münnich Ferenc vagy Kádár János neve merült fel. A szovjet vezetés ekkor inkább a keményvonalas, korábban Moszkvában nagykövetként szolgált Münnich felé hajlott.
Kádár belső meggyőződése szerint valóban le akart számolni a Rákosi-klikk sztálinista korszakával, mely után egy reformkommunista, szovjetbarát rendszert képzelt, nem feladva a kommunista párt meghatározó befolyását. Ám a tömeg által a forradalom során egyre bátrabban követelt függetlenség, a többpártrendszer bevezetésében és a kibontakozó fegyveres felkelésben kommunistaként már az „ellenforradalom” (azaz a kapitalizmus, a Horthy-korszak „úri világa” visszatérésének) veszélyét látta. Az események sodrában végül is Nagy Imre tömegmozgalommal radikalizálódó politikája mögé állt. A forradalom első napjaiban üzemekben járva, munkásokkal beszélve szembesült azzal, hogy az események mögött valóban munkástömegek vannak. Moszkvába távozása előtti utolsó két beszédében kiállt a forradalom mellett, sőt szemtanúk szerint privát körben azt mondta: szovjet támadás esetén akár maga is fegyverrel védi meg az országot. A Nagy Imre-kormányban való részvétele, a magyar közvélemény előtti viszonylagos elfogadottsága, és egyidejűleg feltételezett Moszkva-hűsége tette megfelelő jelöltté Hruscsovék szemében.
Moszkvába szállításukat az SZKP Központi Bizottságának egy fiatal titkára, Brezsnyev szervezte meg. Megtévesztésül ezzel egy időben szovjet diplomatákat küldtek Nagy Imre kormányához, akik látszat tárgyalásokat folytattak a szovjet csapatok kivonásáról. Október 31-én a Pravdában megjelent cikk szerint „A szovjet kormány készen áll megkezdeni a szükséges tárgyalásokat a Magyar Népköztársaság kormányával és a Varsói Szerződés más tagállamaival a Magyarországon tartózkodó szovjet csapatok kérdésében.”

### Kádár és Münnich Moszkvába hívása
November 1-jén délután Kádár János (ekkor a Nagy Imre-kormány államminisztere és az aznap megalakított MSZMP vezetésének tagja) távozott az Országházból, majd őt és Münnich Ferenc belügyminisztert a szovjetek repülőgéppel Moszkvába szállították. A feltételezések szerint az akciót a szovjet vezetés szervezte: Az új vezetés élére kiszemelt Münnichet és Kádárt előbb a budapesti szovjet nagykövetségre megbeszélésre hívták, majd ott egy másik autóba átültetve a tököli szovjet bázisra vitték. Közölték, a legfelsőbb szovjet vezetés kíván tárgyalni velük. Münnichet és Kádárt külön-külön repülőgéppel szállították Moszkvába. November 2-án az SZKP elnöksége előtt Kádár előbb vállalta a felelősséget az új párt, az MSZMP megalapításáért, a semlegesség kimondásáért és a Varsói Szerződésből való kilépésért, óvatosságból hozzátéve, „Nagy Imre politikájában vannak ellenforradalmi elemek”, a katonai beavatkozást nem javasolta. Ugyanezen a napon Hruscsov Brioni szigetén megkapta Tito támogatását a lerohanáshoz, azzal az ajánlással, hogy a reformistább Kádár legyen az új vezető. E megegyezéssel ment Hruscsov november 3-án az SZKP elnökségi ülésére, és a katonai beavatkozás szükségét jelző beszédet mondott Kádár előtt. Kádár – a szovjet álláspontot érzékelve – már maga is a „segítség szükségességéről” nyilatkozva elfogadta a beavatkozást és a neki szánt vezetői szerepet. Hruscsov ismertette a leendő, Kádár vezette magyar kormány névsorát. Kádár ezután már arról beszélt, hogy Magyarországon „az ellenforradalmárok kommunistákat gyilkolnak, Nagy Imre pedig fedezi őket.”[14]
Közben szovjet pártküldöttségek indultak valamennyi kommunista ország vezetőihez és Kínába, hogy megszerezzék hozzájárulásukat a Magyarország elleni támadáshoz.

## A függetlenség kísérlete, november 1–3.

### A semlegesség kihirdetése és a szovjet lépések
A szovjet kormány – természetesen a magyar kormány tájékoztatása nélkül – a már bent lévők mellé további jelentős katonai egységeket küldött Magyarország területére. Október 30-án légideszant- és ejtőernyősdeszant-egységek érkeztek a veszprémi reptérre. Másnap a harkovi 35. gépesített gárdahadosztályt is Magyarországra vezényelték. A Tökölön állomásozó Különleges Hadtest megkezdte készletei feltöltését. Október utolsó napjaira a szovjet 38. hadsereg is Záhony körzetébe vonult Lvov térségéből. Október 31-én, miközben a Különleges Hadtest egyes csapatai kifelé látszottak vonulni Magyarországról, Konyev marsall Hruscsovtól utasítást kapott az újabb bevonulás előkészítésére. November 1-től a 38. hadsereg megkezdte a Dunántúl megszállását, a 128-as gépesített hadosztály a repülőtereket zárta körül.
A csapatmozgások hírére Nagy Imre többször telefonon kérdőre vonta Andropov nagykövetet a csapatok érkezéséről, jelezve, hogy ezzel fegyveres agressziót követnek el. November 1-jén reggel a kormányülés foglalkozott a szovjet csapatok mozgásának kérdésével. Megállapították, hogy a Budapestről kivont szovjet katonai egységek körbezárták a repülőtereket, és hogy a keleti határokról újabb csapatok érkeznek és haladnak az ország belseje felé. A kormány berendelte Jurij Andropov nagykövetet, aki nem tudott kielégítő választ adni a csapatmozgásokra. A kormány ezek után úgy döntött, hogy felmondja a Varsói Szerződést, kinyilvánítja az ország semlegességét és az ENSZ-hez fordul, hogy a semlegesség védelmére segítséget kérjen a nagyhatalmaktól. Ugyanakkor megtiltotta a magyar alakulatoknak a szovjet csapatokkal szembeni ellenállást.
Este Nagy Imre a rádióban közzétette a kormány álláspontját, kihirdette Magyarország semlegességét. Később Mindszenty József rádiónyilatkozata hangzott el, majd Ravasz László református püspök és más népszerű személyiségek szóltak a megbékélés szükségességéről. Végül este tíz órakor elhangzott a rádióban Kádár János beszéde, melyben a történteket dicsőséges felkelésnek nevezi, majd bejelenti az MDP megszűnését és a Magyar Szocialista Munkáspárt megalakulását.
…Történelmünk e nagyszerű, de – súlyos órájában felhívunk minden magyar dolgozót, akit a nép és haza odaadó szeretete vezérel, hogy csatlakozzon pártunkhoz, melynek neve: Magyar Szocialista Munkáspárt. A párt mindenekelőtt az öntudatos munkások támogatására számít, mert a munkásosztály szocialista célkitűzéseit vallja magáénak. A párt tagja lehet egyéni jelentkezés alapján minden magyar dolgozó, aki magáévá teszi az előbbi elveket és nem terheli felelősség a Rákosi-klikk bűnös politikájáért és uralmáért. Várjuk mindazokat, akiket a múltban visszariasztott a szocializmus szolgálatától Rákosiék népellenes politikája és bűnös vezetése. A párt szervezésének megindítására, ügyeinek intézésére és a pártalapító országos kongresszus legsürgősebb összehívására előkészítő bizottság alakult, melynek tagjai Donáth Ferenc, Kádár János, Kopácsi Sándor, Losonczy Géza, Lukács György, Nagy Imre és Szántó Zoltán. A párt lapot ad ki, melynek címe: Népszabadság.…

Boldogfai Farkas Dénes országgyűlési képviselő

A beszéd egy reggel rögzített felvételről forgott, Kádár ugyanis ekkor már Moszkvában tartózkodott. Másnap Münnich Ferenccel együtt részt vett az SZKP Elnökségének ülésén, ahol elmondta véleményét a magyarországi helyzetről, és óvott a katonai beavatkozás veszélyeitől.
1956. november 1-jén a Kossuth Rádióban boldogfai Farkas Dénes a Demokrata Néppárt egykori képviselőinek korelnöke (legidősebb tagja), volt országgyűlési képviselő, felhívást tett közzé a DNP újjászervezésére. 22:20 perckor rövid beszédében jelentette be az ország közvéleményének a Demokrata Néppárt újbóli működésének elindítását. Pár mondatban összefoglalta, hogy pártjuk 1947-es alapon áll, ellenzéki marad, elutasítva bármiféle koalícióba való belépést. Ugyanakkor támogatta a kormánynak a rend fenntartásában, az élet-és vagyonbiztonság terén tett erőfeszítéseit. Farkas Dénes felkérte a párt volt tagjait, választóit valamint minden volt képviselőjét, hogy csatlakozzanak hozzájuk és kezdjék meg a pártszervezést. (A fővárosi pártszervezők némelyike a velük nem egyeztetett bejelentés után a kilépett demokrata néppárti képviselők visszahívásának ezzel a módjával nem értett egyet.) A rádióadásban elhangzott bejelentésnek a külföldi rádióállomásoknál lejegyzett szövegét a forradalom alatti több hírt összegyűjtve Farkas Dénes volt párt-és képviselőtársa, dr. Varga László, a Szabad Európa Bizottság munkatársa adta ki első ízben még az emigrációban, 1957-ben.
November 2-án a Magyarországon állomásozó öt szovjet hadosztály mellé további tizenkettő vonult be. Az újonnan érkezett csapatok legénysége főleg közép-ázsiai volt, akiket a feletteseik úgy tájékoztattak, hogy a német nácik ellen fognak harcolni. Konyev marsall, a Varsói Szerződés Egyesített Fegyveres Erőinek főparancsnoka Szolnokon berendezte főhadiszállását a magyarországi hadműveletek irányítására. Nagy Imre tiltakozott Andropovnál, majd tájékoztatta a Budapestre akkreditált nagyköveteket. Újabb táviratot küldött az ENSZ-hez, amelyben ismételten kérte Magyarország semlegességének elismerését, mint a szovjet csapatok kivonásának egyik zálogát. A kormány három delegációt állított össze: Losonczy Géza vezetésével Varsóba, a Varsói Szerződés felmondásáról és a szovjet csapatok kivonásáról tárgyalni; Nagy Imre vezetésével az ENSZ közgyűlésre; Maléter Pál vezetésével a szovjet csapatkivonás gyakorlati végrehajtásáról tárgyalni. Közben Király Béla kidolgozta Budapest védelmi tervét, a város fontosabb pontjaira pedig tüzérségi ütegeket telepítettek.

### Nagykoalíció és semlegességi tárgyalások

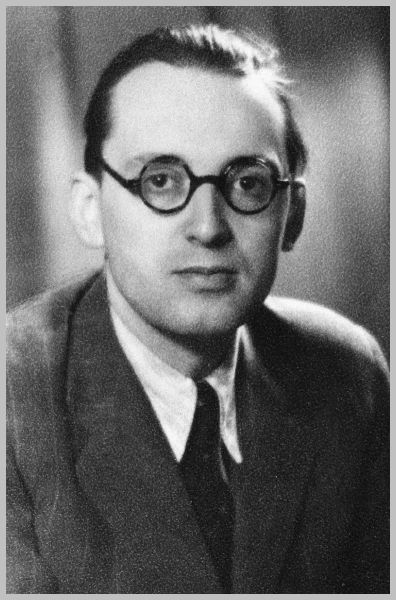
Bibó István államminiszter

November 3-án Nagy Imre új, szélesebb koalíciós kormányt alakított a következő tagokkal:
- B. Szabó István – államminiszter
- Bibó István – államminiszter
- Farkas Ferenc – államminiszter
- Fischer József – államminiszter
- Kádár János – államminiszter (távollétében)
- Kelemen Gyula – államminiszter
- Kéthly Anna – államminiszter
- Kovács Béla – államminiszter
- Losonczy Géza – államminiszter
- Maléter Pál – honvédelmi miniszter
- Nagy Imre – miniszterelnök és külügyminiszter
- Tildy Zoltán – miniszterelnök-helyettes

Délben szovjet–magyar tárgyalások kezdődtek a Parlamentben. Témái között volt a csapatkivonások lefolytatása, a távozó csapatok ünnepélyes búcsúztatása és a szovjet hősi emlékművek megóvása. A magyar delegációt Maléter Pál vezette. Megállapodás született arról, hogy a tököli szovjet parancsnokságon folytatják a tárgyalásokat este. Maléter másnap 11 órára valamennyi fegyveres erő magasabb parancsnokait a Honvédelmi Minisztériumba rendelte.
Este nyolc órakor elhangzott a fogságából kiszabadított Mindszenty József bíboros-hercegprímás újabb rádióbeszéde, amelyben a keresztény hitoktatás szabadságáért szállt síkra: „…megemlítem, az ország hat és fél millió katolikus híveinek tájékoztatására, hogy a bukott rendszer erőszakának és csalárdságának minden nyomát egyházi vonalon felszámoljuk. Ez nálunk ősi hit- és erkölcstanunkból és az Egyházzal egyidős jogszabályokból önként adódik. A nemzethez intézett mostani szózatom más részletekre tudatosan nem terjed ki, mert amit mondtam, világos és elég. De végezetül egy kérdés felvetése mégsem hagyható el: Mit gondolnak a bukott rendszer örökösei? Ha az általuk megbélyegzett elődeik vallás-erkölcsi alapon álltak volna, elkövették volna-e mindazt, aminek következményei elől menekülni kényszerülnek? A keresztény hitoktatás szabadságának azonnali rendezését, a katolikus Egyház intézményeinek és társulatainak, köztük sajtójának visszaadását joggal elvárjuk.…”  A beszéd Mindszenty bíboros céljairól szólt és tisztázta azt is, hogy a prímás Nagy Imrével és koalíciós partnereivel sem kíván együttműködni, mert egyetemlegesen tartotta őket felelősnek a bukott kommunista rendszer tetteiért.

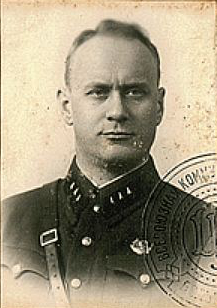
Ivan Szerov, a KGB főnöke

Este kilenckor Erdei Ferenc és a hadsereg három legfontosabb vezetője, Maléter, Kovács István, a honvéd vezérkar főnöke és Szűcs Miklós hadműveleti csoportfőnök, valamint katonai szakértőként Hersicki Lajos, Garai Sándor, Szücs Sándor dr. és Kriszten Andor, továbbá a parlamenti gyorsíró iroda főnöke, egy fotóriporter, a biztosító egység, Maléter Pál segédtisztje és a gépkocsivezetők megérkeztek Tökölre. Amikor Maléter hozzákezdett a magyar kormány álláspontjának ismertetéséhez, megjelent a teremben Ivan Szerov tábornok, a KGB akkori vezetője, és letartóztatta a teljes magyar delegációt. Szerov mellett megjelent több magyar ÁVH-s tiszt is. Éjjelre a szovjet csapatok teljesen bekerítették Budapestet.

## Nemzeti szabadságharc, november 4–11.

### A szovjet támadás kezdete
November 4-én hajnalban az ország egész területén megindult a szovjet támadás. Reggel 5 órakor az ungvári rádióban a Szovjetunió által kinevezett ellenkormány (Magyar Forradalmi Munkás-Paraszt Kormány) Nyílt levél a dolgozó magyar néphez című közleményét Münnich Ferenc beolvasta, aláírója Kádár János „miniszterelnök” volt. 5 óra 20 perckor viszont a Kossuth Rádióban Nagy Imre mondta el a következő drámai szavakat:
- Nagy Imre nov. 4-i rádióbeszéde

Nem tudod lejátszani a fájlt?
- A Magyar Írók Szövetségének november 4-i felhívása

Nem tudod lejátszani a fájlt?
Itt Nagy Imre beszél, a Magyar Népköztársaság minisztertanácsának elnöke. Ma hajnalban a szovjet csapatok támadást indítottak fővárosunk ellen azzal a nyilvánvaló szándékkal, hogy megdöntsék a törvényes magyar demokratikus kormányt. Csapataink harcban állnak! A kormány a helyén van. Ezt közlöm az ország népével és a világ közvéleményével!
A kormányfő fenti mondatait magyarul és több világnyelven többször megismételték. Ezt követően az adás különböző felhívások beolvasásával folytatódott, és Nagy Imre rádiószózatát ismételték meg, többször is. 8 óra előtt néhány perccel a Magyar Írók Szövetségének felhívását („Segítsetek! Segítsetek! Segítsetek!”) sugározta a rádió magyarul, angolul, németül és oroszul. Ezt követően a Kossuth-rádió adása 8 óra 7 perckor zene közben megszakadt. Miután Jugoszlávia menedéket ajánlott fel a magyar kormánynak, végül Nagy Imre és a kormány többi tagja a családjukkal együtt a jugoszláv nagykövetségre érkeztek.

### Forgószél hadművelet
A szovjet csapatok (az Операция «Вихрь» / Operacija «Vihr» / Forgószél hadművelet keretében) már hajnalban bevonultak a fővárosba is egyszerre három irányból, előbb a pesti oldalt a Duna teljes vonalában ellenőrzésük alá vonva, majd Budára is átkelve. A harcot a Budaörsi úti laktanya megtámadásával kezdték, majd a város számos más megjelölt célpontja ellen is támadásba lendültek. Hamarosan valódi háborús helyzet alakult ki, és a kora reggeli órákban már a város szinte minden kerületében a szovjet ágyúk és harckocsilövések robaja hallatszott. Reggel 8 körül a Parlamentet védő magyar egységek a szovjet támadás nyomására letették a fegyvert. A kormánytagok közül ekkor már csak Bibó István államminiszter maradt a Parlamentben, ahonnan kiáltványát szétküldte a nyugati országok nagykövetségeinek. A kiáltvány vége így hangzott:
… A magyar népet felszólítom, hogy a megszálló hadsereget vagy az általa esetleg felállított bábkormányt törvényes felsőbbségnek ne tekintse, s vele szemben a passzív ellenállás összes fegyverével éljen… Magyarország népe elég vérrel adózott, hogy megmutassa a világnak a szabadsághoz és igazsághoz való ragaszkodását. Most a világ hatalmain van a sor, hogy megmutassák az Egyesült Nemzetek alapokmányában foglalt elvek erejét és a világ szabadságszerető népeinek erejét. Kérem a nagyhatalmak és az Egyesült Nemzetek bölcs és bátor döntését leigázott nemzetem szabadsága érdekében.

### A szabadságharc eseményei
Katonailag változatos kép alakult ki. Óbudán és Csepelen a nemzetőrök álltak ellen a szovjet támadóknak, Soroksárnál, a Jászberényi úton, a Kőbányai úton, a Martinovics térnél pedig a hivatásos katonák kerültek szembe a szovjetekkel. A szovjet csapatok délig elfoglalták a Honvédelmi Minisztériumot, a Belügyminisztériumot, a Budapesti Rendőr-főkapitányságot és a rádiót. A szovjet páncélosok nem tettek különbséget a katonai és a polgári célpontok között, és a Nagykörúton és máshol egyenesen a lakóházakat lőtték. A lakosság az óvóhelyekre menekült. Budapest szovjet katonai parancsnoka kijárási tilalmat rendelt el, de a fegyveres ellenállást ez nem tudta megakadályozni.

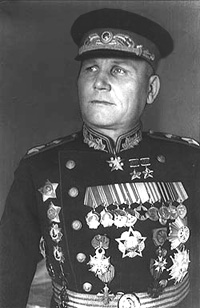
Konyev marsall, a Varsói Szerződés haderejének főparancsnoka személyesen irányította az 1956-os forradalom leverését a Forgószél hadművelet keretében

A hivatásos magyar katonai alakulatok csak szórványos és összehangolatlan ellenállást tanúsítottak, bár egyetlen olyan egységről sem tudni, amely átállt volna a szovjetek oldalára. A nap során a szovjet csapatok lefegyverezték valamennyi hivatásos katonai alakulatot. Budapest védelmére a hivatásos hadsereg részéről csupán a Mecséri János alezredes által vezetett esztergomi hadosztály tett kísérletet. A védelmi harcok ezután áttolódtak a felkelési gócpontokra. A legerősebb fegyveres ellenállás a város ipari övezeteiben bontakozott ki, ezek ellen a szovjet hadvezetés egyidejűleg vetett be légicsapást és erős tüzérségi támadást.
November 5-én a szovjetek összehangolt támadást intéztek a Kilián laktanya és a Corvin közi harcosok ellen, akik azonban visszaverték őket. Kőbányán, Óbudán, a VIII. kerületben (Baross tér), a IX. kerületben (Ferenc tér, Tűzoltó utca, Tompa utca), a Széna téren és a főpályaudvarokon az ellenállók szintén tovább tartották magukat a szovjet támadással szemben. A küzdelem jóval keményebb volt, mint amire a szovjetek számítottak. Budapesten kívül Magyarország számos más helységében is komoly katonai ellenállás bontakozott ki, a legjelentősebb Sztálinvárosban (Dunaújváros). Csak november 6-án omlott össze az óriási túlerővel szemben a vidéki ellenállás, majd a budapesti ellenálló központok, így a Széna téri, a Gellért-hegyi és az óbudai, végül pedig a Corvin közi is, ahol mintegy 500 személy esett fogságba.
A Szovjetunió által létrehozott Forradalmi Munkás-Paraszt Kormány a fővárosi harcok idején erős szovjet védelem alatt Szolnokon tartózkodott, ahol megkezdték az új karhatalom megszervezését (Néphadsereg Katonatanácsa). November 6-án este Kádár egy szovjet harckocsiban, Marosán György pedig egy páncélautóval Budapestre indultak, kíséretük a 60. Szovjet Légvédelmi Tüzérosztály 419. Légvédelmi Tüzérezred 3. ütegének egyik szakasza volt Usakov hadnagy vezetésével. A konvoj november 7-én hajnalban érkezett a Parlamenthez. A Szovjetunió 16 hadosztállyal és 2000 harckocsival szállta meg Magyarországot.
A szabadságharc legtovább kitartó harcosai a csepeli ellenállók voltak, akik a hozzájuk csatlakozó légvédelmi üteg tucatnyi légvédelmi ágyújával még napokig védték a déli bevezető utakat.

### A szabadságharc leverése
A Szolnokról szovjet harckocsiban Budapestre szállított Kádárt egyenesen az Országházba vitték, ami után a Szolnokon megalakult kormány kezdett el működni, amit később Magyar Forradalmi Munkás-Paraszt Kormánynak neveztek. Az új kormány november 7-én tette le az esküt. A Magyar Népköztársaság Elnöki Tanácsa az 1956. évi 28. számú határozatával nevezte ki a Kádár-kormányt és egyidejűleg felmentette a Nagy Imre által vezetett koalíciós kormányt. Csepel november 11-i elfoglalásával a szovjet csapatok a fővárosban felszámolták a fegyveres ellenállást. Ekkor mondta el Kádár János a november 4-e utáni első rádióbeszédét, amelyben a felkelést levertnek nyilvánította. „…az egész ország területén – mind a fővárosban, mind vidéken – a Magyar Népköztársaság ellen intézett nyílt fegyveres támadást leverték.” Ezzel összhangban november 7-én a Népköztársaság Elnöki Tanácsa kinevezte a Kádár-kormányt, és ezen döntéseit a Magyar Népköztársaság hivatalos lapja, a Magyar Közlöny Budapest, 1956. november 12., hétfői keltezésű 93. számában Dobi István, a Népköztársaság Elnöki Tanácsának elnöke és Kristóf István, a Népköztársaság Elnöki Tanácsának titkára aláírással közzétette.
Kádár az első hónapokat feleségével együtt szovjet tanácsadók ellenőrzése mellett a szovjet tankokkal körülvett épületben töltötték, a merénylettől is tartó szovjetek csak a helyzet megszilárdulása után engedték át fokozatosan a gyakorlati irányítást Kádár és bábkormánya kezébe.

### A nemzetközi segítség kérdése
Világpolitikai szempontból a másik legnagyobb jelentőségű esemény ezekben a napokban az úgynevezett szuezi válság, a Szuezi-csatorna államosítása miatt Egyiptom ellen folytatott közös izraeli–brit–francia háború volt. Bár számosan úgy tartják – és a nagyhatalmak is előszeretettel hivatkoznak erre presztízs okokból –, hogy a Nyugat várva várt közbeavatkozása a szuezi válság miatt maradt el, ez felettébb kétséges. A szovjet iratanyagból mindenesetre kitűnik, hogy Moszkva reakciója mindenképpen az intervenció lett volna, és a nyugati hatalmak beavatkozása sokkal súlyosabb konfliktusba sodorta volna a hidegháborús világot. Tevőleges beavatkozás egyedül Spanyolország részéről merült fel.

## Menekülthullám

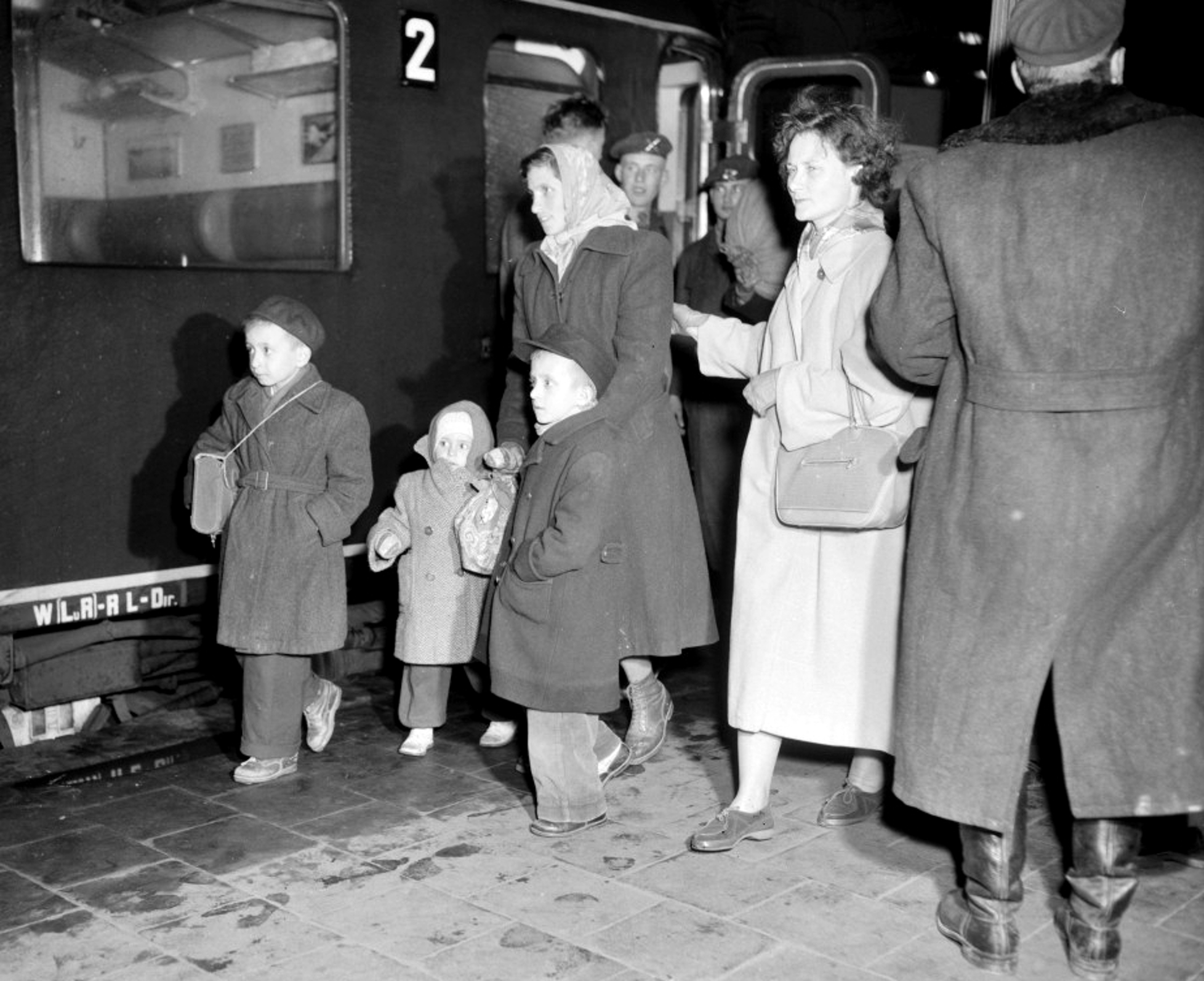
1956. november 14. Magyar menekültek érkeznek Utrechtbe a Vörös Kereszt segítségével

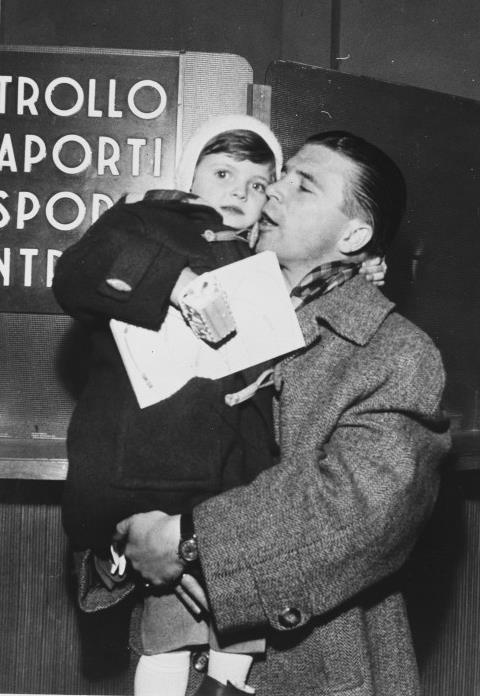
Puskás Ferenc labdarúgó kislányával Olaszországban, 1956. december 10-én. Puskás Ferencné 1956. december 1-jén többszöri sikertelen próbálkozás után jutott ki négyéves kislányával, gyalog menekülve a megszállt Magyarországról Ausztriába, hogy azután Olaszországban csatlakozzon férjéhez

1956 októberének végére fokozatosan megszűnt a határellenőrzés az ország nyugati és déli határán. E néhány hét alatt mintegy 200 000 ember menekült el az országból, túlnyomórészt a zöldhatáron át. (Közülük 1957 nyaráig a Kádár-kormány amnesztiáját elfogadva 11 ezren hazatértek.)
A nyugati kormányok, nemzetközi szervezetek és a magyar forradalmat szimpátiával figyelő lakosság részvételével a magyar menekültek megsegítésére nemzetközi humanitárius akció indult. Erkölcsi kötelességüknek érezték, hogy a kiérkező „fáradt hősöket” bőkezű gondoskodással, barátként fogadják, hiszen a szovjet kommunista terror elől menekülő szabadságharcosok a nyugati mentalitás számára legfontosabb érték, a szabadság érdekében tették kockára az életüket. A magyar menekülteket nagy számukra tekintettel Ausztriában egyéni elbírálás nélkül menekülteknek tekintették, ellátásukra jelentős összeget biztosítottak. 1957. április 1-ig a 193 805 kivándorló 70%-át elszállították az elsődleges befogadó államokból (főként Ausztriából). Az '56-os menekültáradatot az USA vezette nyugati politikai szövetség a hidegháború szovjetellenes propagandaharcában is felhasználta a szovjet rendszer kritikájára. A 200 000 menekültnek csak kis része volt a fegyveres felkelő, a többség a visszatérő terror, politikai megtorlás illetve a sivár életlehetőségeket biztosító szovjet rendszer elől menekülve, a nyugati „szabad világban” elérhető jobb életben bízva keltek útra. Magas volt közöttük a zsidó származásúak aránya is, akik megragadták ezt az alkalmat a családegyesítésre nyugaton élő rokonaikkal, vagy attól tartottak, hogy a magyarországi események újra zsidóüldözésbe torkollanak. A magyar emigránsok integrálása a befogadó társadalmakba általában könnyen haladt. A második világháborút követő gazdasági konjunktúra időszakában a nyugati országok nagy munkaerőigényének köszönhetően a magyarok – akik között mintegy 2/3 arányban voltak a fiatal, egészséges, jól képzett, egyedülálló férfiak – könnyen kaptak munkát.

## A szabadságharc leverése után

### 1956. november–december
Elsősorban a munkástanácsok, de más forradalmi szervek is december elejéig folytatták a politikai sztrájkot. Tárgyalóasztalhoz kényszerítették a Kádár-kormányt, szívósan képviselték a forradalmi célkitűzéseket. A november 14-én megalakult Nagy-budapesti Központi Munkástanács (NBKMT) az ellenállás központja lett. November 21-én megalakult a Magyar Értelmiség Forradalmi Tanácsa, melynek felhívására november 23-án, egy hónappal a forradalom kitörése után „néma tüntetéssel” emlékeztek meg az eseményről Budapesten: 12 és 13 óra között senki nem tartózkodott az utcákon, még a buszok és a villamosok is leálltak.
A jugoszláv követségen tartózkodó Nagy Imre nem mondott le a kormányfői tisztségről (néhány nap után az Elnöki Tanács „felmentette”). November 22-én a büntetlenség ígéretével kicsalták a menedékből és átmenetileg Romániába internálták.
December 4-én gyászruhás asszonyok sok ezres menete (Asszonyok tüntetése) vonult végig a városon. December elején több városban került sor tüntetésekre és a tüntetőkre leadott sortüzekre (Budapest, Salgótarján, Miskolc).

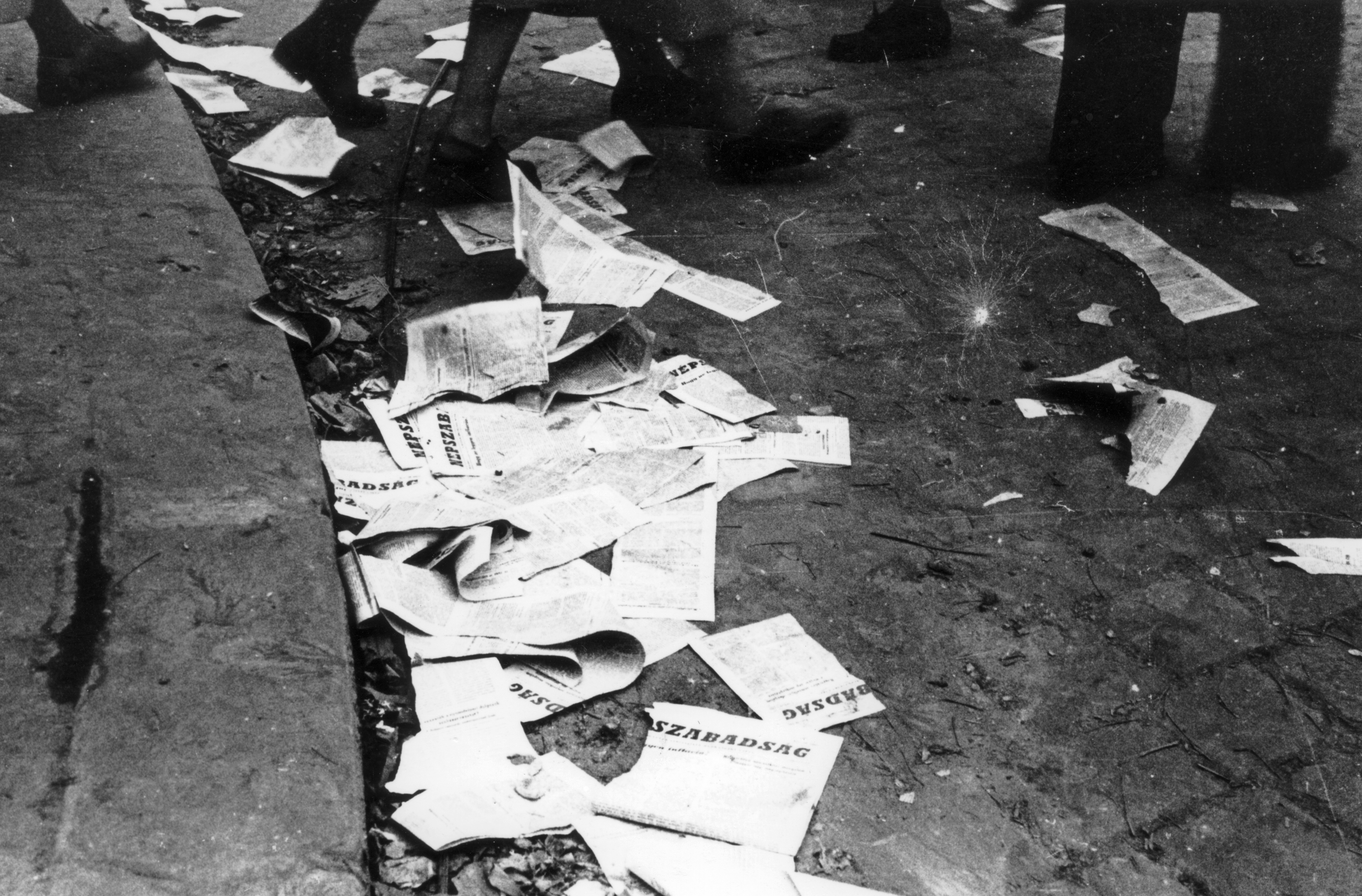
A Népszabadság című pártlap 1956. november 13-i számának széttépett példányai

A Népszabadság című pártlap terjesztését sok helyen sztrájk és szabotázs akadályozta, annak ellenére, hogy november-decemberben az újságot fegyveres kísérettel szállították a megyeszékhelyekre. Több vidéki postahivatal a pártlapokat és kiadványokat nem továbbította, ami megnehezítette a központi hatalom propagandatevékenységét. Egy belső MSZMP-jelentés szerint még decemberben is akadtak olyan alföldi községek és tanyák, ahol az emberek nem tudták, hogy milyen kormány van hatalmon.
Az ellenállásra a szovjetek nyílt támadással válaszoltak. Az MSZMP december elején ellenforradalomnak nyilvánította az októberi eseményeket, és egyre erőszakosabban léptek fel az ellenállókkal szemben. Bevezették a rögtönítélő bíráskodást, letartóztatták a munkástanácsok vezetőit és betiltották a Magyar Értelmiség Forradalmi Tanácsát, felfüggesztették az Írószövetség működését. Hamarosan statáriumot hirdettek és megkezdődött a magyar történelem egyik legsúlyosabb politikai leszámolása.

### A megtorlás
A megtorlás ideológiai megalapozásaként 1957-ben fehér borítóval megjelent a „Ellenforradalmi erők a magyar októberi eseményekben” című, úgynevezett Fehér könyvek propagandasorozat.
A következő három évben mintegy 400 embert végeztek ki a forradalomban való részvételért, több mint 21 668 személyt börtönöztek be, 16-18 ezer főt internáltak. Mindezt az amnesztia ígérete után, és úgy, hogy a résztvevők jelentős része elmenekült az országból. A börtönökben sokakat brutálisan vallattak, megkínoztak, köztük számos nőt és kiskorút is. Az 1957. évi 4. törvénnyel lehetővé tették a 16 év feletti fiatalkorúak esetében is a halálbüntetés kiszabását. (Lásd: Mansfeld Péter kivégzése.) A szovjet hadsereg által elfogottak közül további több száz főt szovjet hadbírósági eljárás során végeztek ki, mintegy 860 embert a Szovjetunió kényszermunkatáboraiba deportáltak.
1958. június 9. és 15. között zajlott le az úgynevezett Nagy Imre-per. Nagy Imre volt miniszterelnököt, Gimes Miklóst és Maléter Pált halálra ítélték, Kopácsi Sándort életfogytiglani börtönre, Donáth Ferencet 12 évi, Jánosi Ferencet 8 évi, Tildy Zoltánt 6 évi börtönre, Vásárhelyi Miklóst pedig 5 évi börtönre ítélték. 16-án hajnalban Nagy Imrét, Maléter Pált és Gimes Miklóst a budapesti Gyűjtőfogház udvarán kivégezték. Holttestüket a börtön udvarán a legnagyobb titokban bebetonozták.
Az első részleges amnesztia 1959-ben volt, majd 1963. március 21-én egyszerre 3480 főt engedtek szabadon. A forradalmárok egy jelentős csoportja, mintegy 600 fő csak az 1970-es években kerülhetett szabadlábra.
Az 1963-as amnesztia során az MSZMP vezetői számára összeállított jelentés szerint az „ellenforradalmi cselekmények” miatt felelősségre vontak száma összesen 12 924 volt, közülük 228 főt ítéltek halálra, és a halálos ítéleteket összesen 199 esetben hajtották végre.

### A forradalom nemzetközi utóhatása

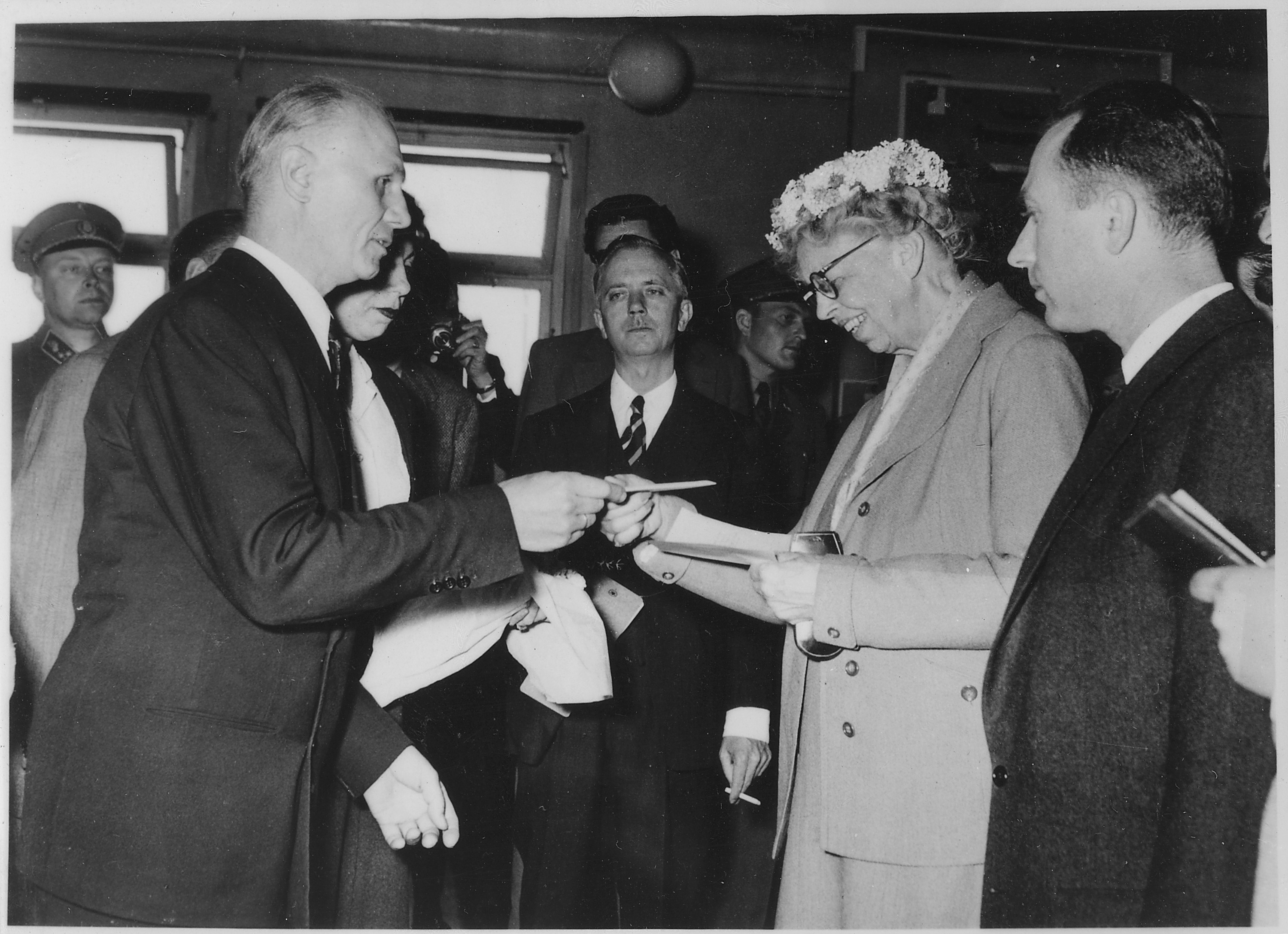
Eleanor Roosevelt találkozása menekült magyar szabadságharcosokkal 1957. május 10-én egy salzburgi menekülttáborban

A magyar nép számára a forradalom dicsőséges bukás volt, amely egyrészt az idők során hozzájárult az elnyomás enyhítéséhez, másrészt erőt adott az alávetettség elviseléséhez, és olyan nemzetközi elismerést szerzett a magyarság számára, amilyenben az 1848-as forradalom óta nem volt része.
Leverése után a magyar forradalmat egyöntetűen reakciós, fasiszta ellenforradalomként bélyegezte meg a keleti blokk valamennyi országának politikai vezetése, ez alól csak a lengyel vezetés volt kivétel. A magyar forradalom leverése a blokk többi országában és magában a Szovjetunióban is egy megszorítási és terrorhullám kezdetét jelentette. A Szovjetunióban a szimpátiájukat kifejezők ellen brutális kizárási és letartóztatási hullám következett. Romániában pedig a megtorlás még súlyosabb volt, mint Magyarországon. A szervezkedő román egyetemisták bebörtönzése után 1958 áprilisától a romániai magyar értelmiségiek elleni tömeges letartóztatásokra és koncepciós perekre került sor a magyarországi forradalommal való szimpatizálás vádjával. Több száz embert megkínoztak, kivégeztek, munkatáborokba zártak, felszámolták az önálló magyar nyelvű felsőoktatást és valósággal lefejezték a kisebbségi magyar értelmiségi réteget.
Csehszlovákiában a magyar eseményekkel kapcsolatban már december elejére százával indultak a perek.
A keleti blokkban lezajló terrorhullám alól egyedül Lengyelország volt kivétel. A forradalom leverésének hírére november 5-én a lengyel nagyvárosokban sok ezer fős néma tiltakozó demonstrációt és gyászfelvonulásokat tartottak. Gomułka 1956 novembere után igyekezett elkerülni minden olyan lépést Magyarországgal kapcsolatban, amely a lecsillapodott kedélyeket újra felizgathatta volna. A lengyel vezetés ezért később sem erőltette a „magyarországi ellenforradalom” koncepcióját (a kádári Magyarország későbbi erre vonatkozó megkereséseit is mindig elutasították), a továbbiakban inkább hallgattak az eseményekről.
1957 januárjában Dag Hammarskjöld, ENSZ-főtitkár speciális bizottságot állított fel a magyarországi események kivizsgálására. Az 1957 júniusában elkészült 268 oldalas jelentés a magyar nép emberi jogainak a Kádár-kormány és a Szovjetunió részéről való súlyos megsértését állapította meg. Az ENSZ közgyűlése ennek nyomán 1958. december 12-én közös nyilatkozatot fogadott el, amelyben elítéli a magyar nép elnyomását és a szovjet katonai megszállást, más érdemi lépés azonban nem történt. (Az eseményekhez hozzátartozik, hogy az ENSZ-bizottság dán tagja, Povl Bang-Jensen tisztázatlan körülmények között halt meg.)
A magyar forradalom leverésének hatására a következő évtizedekben a két nagy katonai tömb (a Nyugat és a keleti blokk) kialakult hatalmi erőviszonya még inkább megkérdőjelezhetetlen valósággá vált, és jól megmutatkozott hogy a hidegháborús propaganda ellenére egyik félnek sem állt igazi érdekében ezen a helyzeten változtatni. A forradalom és leverése ugyanakkor a kommunista ideológia óriási erkölcsi hitelvesztését és befolyásának visszafordíthatatlan meggyengülését is eredményezte az egész világon. 1956 után nem lehetett többé nem tudomásul venni, hogy a Szovjetunióban és a fennhatósága alatt álló országokban fennálló rendszerek valójában népellenes, korrupt és életképtelen totalitárius diktatúrák. A magyar forradalomnak ez a nemzetközi hatása végső soron fontos szerepet játszott a Szovjetunió és az egész keleti blokk válságához és bukásához vezető folyamatban.

## A forradalom emlékezete

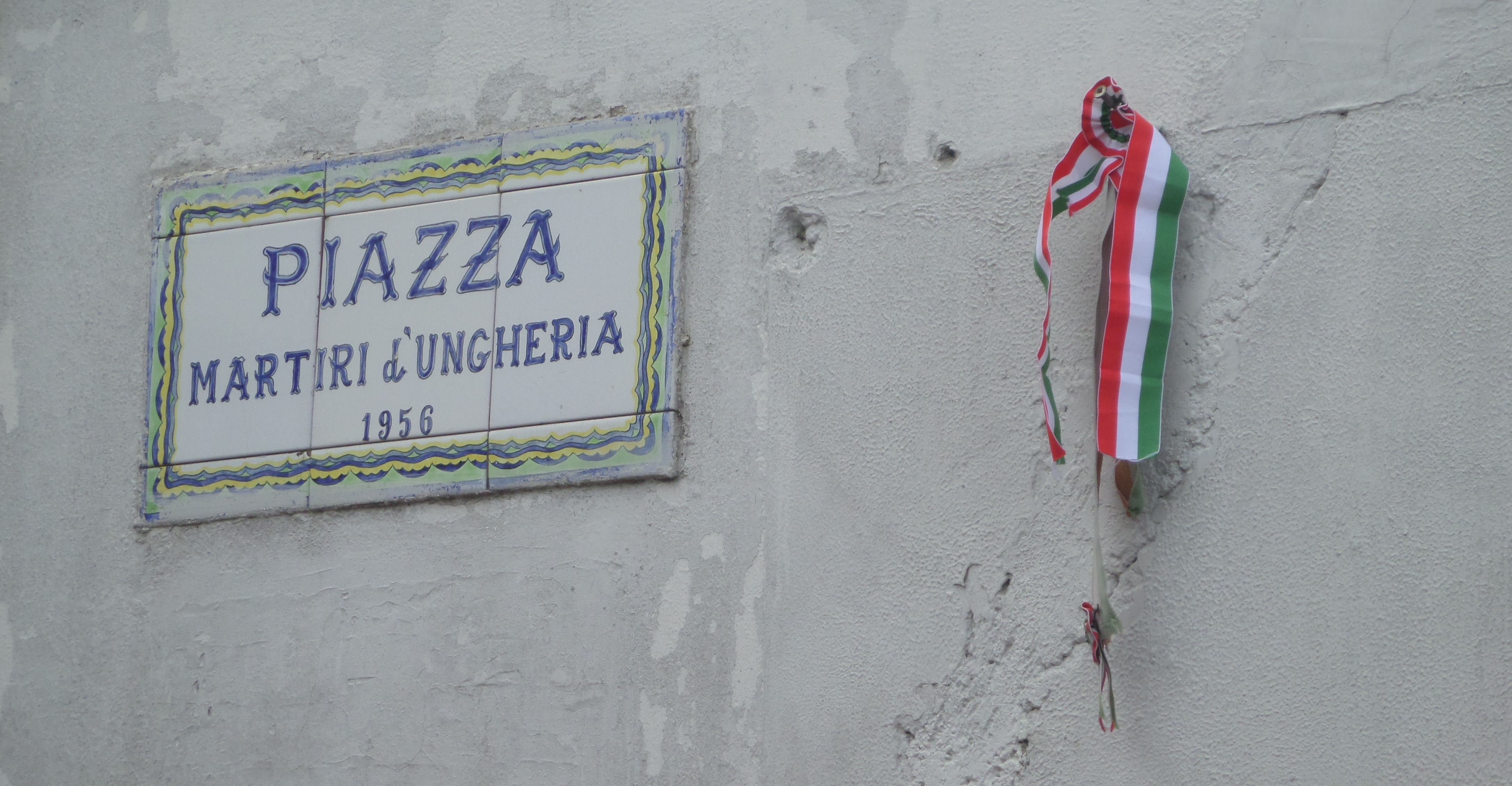
Az 1956-os magyar mártírok tere. Capri, Olaszország

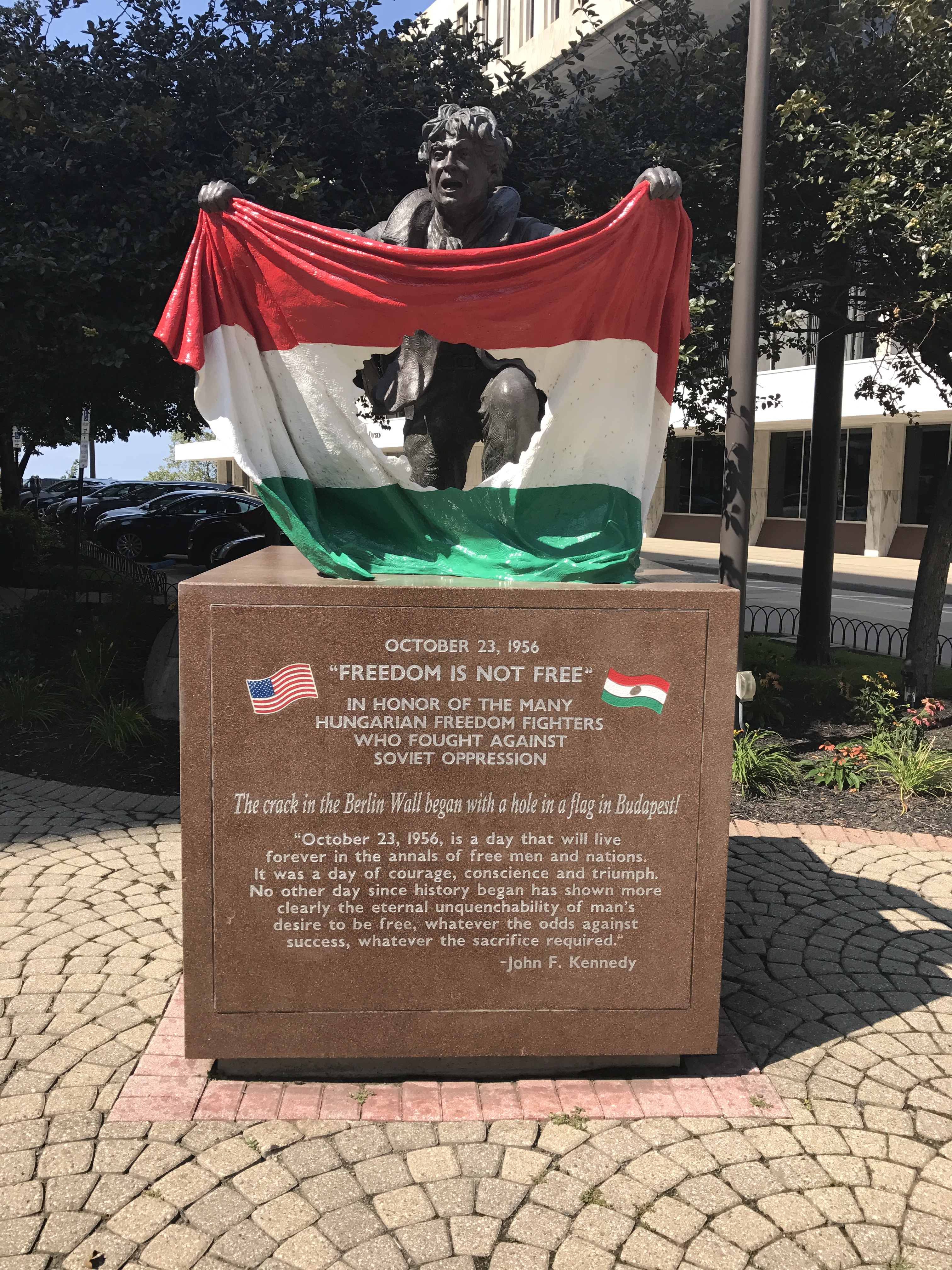
A magyar forradalom emlékműve, Cleveland, Ohio, U.S.

1991 decemberében a Szovjetunió elnöke, Mihail Gorbacsov és Oroszország, amelyet Borisz Jelcin képviselt, hivatalosan bocsánatot kért az 1956-os szovjet tettekért Magyarországon.
A forradalom leverését követő évtizedekben az 1956-os eseményeket a pártállami hatalom „ellenforradalomnak” bélyegezte. A gorbacsovi peresztrojka hatására erősödő magyar politikai ellenzék, a forradalom részvevőinek szóhasználatát magukénak vallva kezdettől forradalomnak nevezték az eseményeket. Az állampárt MSZMP reformkommunistáit képviselő Pozsgay Imre akkori államminiszter (aki korábban maga is az ellenforradalom elnevezés mellett érvelt) a hatalomban levő politikusok részéről tett első fordulatként 1989. január 28-án nyilvánosan népfelkelésnek nevezte, majd a politikai változások nyomására az MSZMP Központi Bizottsága történelmi albizottságot hozott létre a felszabadulás utáni korszak elemzésére és 1956. októberi eseményeit népfelkelésként határozta meg. A rendszerváltozás után vált ismét hivatalosan is használttá az 1956-os forradalom és szabadságharc kifejezés.

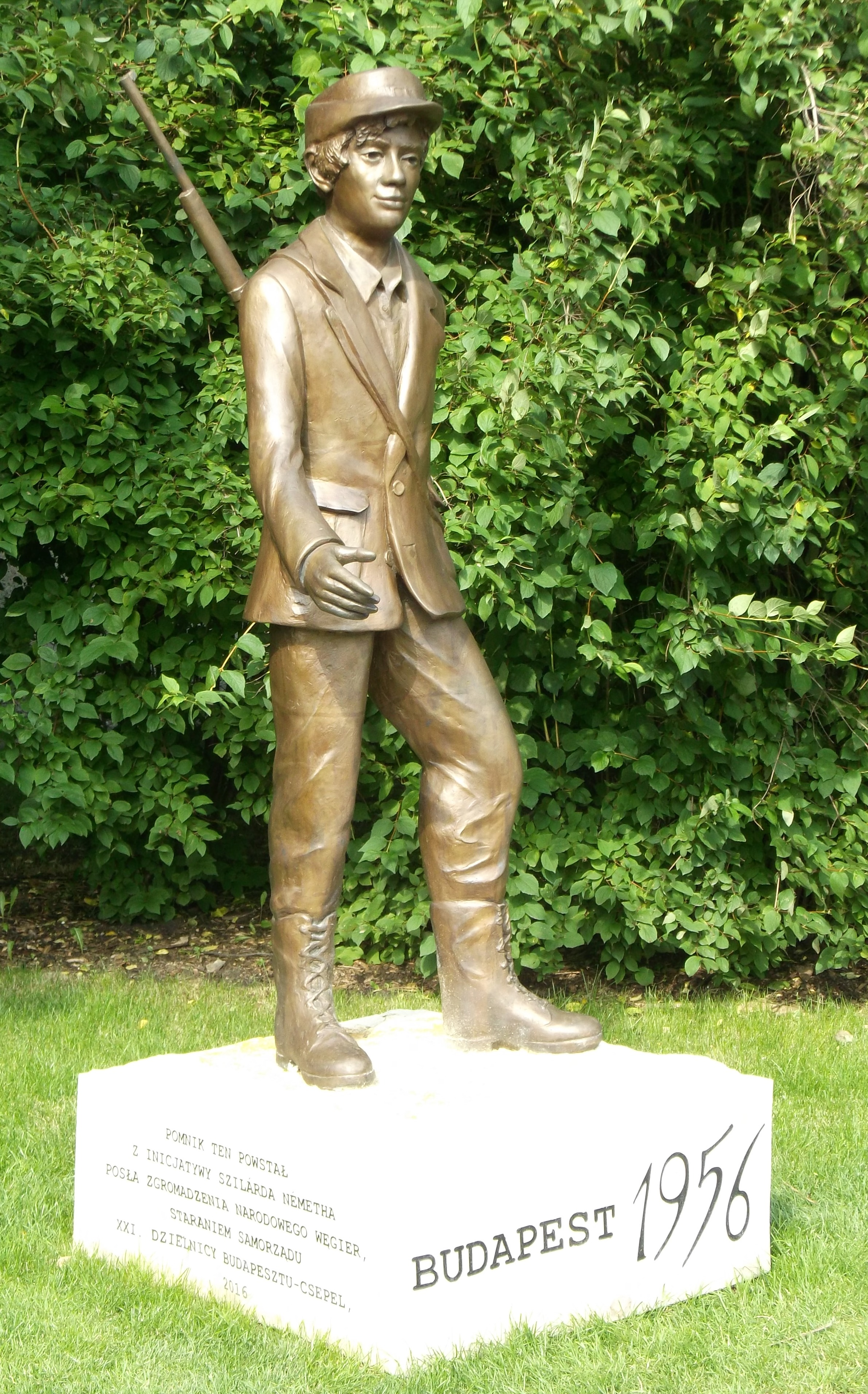
A Pesti srác szobra Szczecinben (Lengyelország), Juha Richárd, 2016

1961. február 24-én Nagy Imre, Maléter Pál és Gimes Miklós földi maradványait titokban kihantolták és az Új köztemető 301-es parcellájában újra eltemették, a nyilvántartásba hamis neveket jegyezve be. 1988. június 5-én a volt 1956-os elítéltek által alapított Történelmi Igazságtétel Bizottság felhívást tett közzé, amelyben egyebek mellett a Nagy Imre-perben kivégzettek tisztességes eltemetését és rehabilitációjukat követelték. Június 16-án Párizsban, a Père-Lachaise temető 44-es parcellájában felavatták Nagy Imre, Losonczy Géza, Maléter Pál, Szilágyi József, Gimes Miklós és a forradalom minden kivégzettjének jelképes síremlékét. Budapesten az Új köztemető 301-es parcellájában, majd a Belvárosban megemlékezést tartottak Nagy Imre kivégzésének 30. évfordulóján. A belvárosi megemlékezést a rendőrség erőszakkal oszlatta fel. 1989. március 29-én megkezdődött Nagy Imre, Gimes Miklós, Losonczy Géza, Maléter Pál és Szilágyi József jeltelenül eltemetett holttestének kihantolása. 1989. június 16-án Nagy Imrét és mártírtársait ünnepélyesen újratemették Budapesten. A Hősök terén több százezren hallgatták a szónokokat.
1989. július 6-án a Legfelsőbb Bíróság Elnökségi Tanácsa a legfőbb ügyész törvényességi óvása nyomán Nagy Imre és társai ítéletét hatályon kívül helyezte, és bűncselekmény hiányában felmentette őket. Ugyanezen a napon halt meg Kádár János, a kommunista rezsim vezetője. Szimbolikus jelentőségű volt, hogy a bejelentés közben a teremben az emberek egymás kezébe adtak egy papírt, amire az volt írva, hogy „meghalt Kádár János”. A forradalom évfordulóján, 1989. október 23-án kiáltották ki a köztársaságot a Kossuth téren. A kettős évfordulót az 1990. évi XXVIII. törvény iktatta a nemzeti ünnepek sorába.
2006. október 23-án, a forradalom 50. évfordulóján Budapesten, országszerte, sőt számos más országokban is nagyszabású megemlékezéseket tartottak, emlékműveket emeltek. George W. Bush amerikai elnök 8072-es elnöki proklamációjában 2006. október 23-át a forradalom 50. évfordulójáról való megemlékezés napjává nyilvánította. Budapesten az évforduló megemlékezései kapcsán erőszakos eseményekbe és rendőri brutalitásba torkolló zavargásokra került sor.
- „Egmont”, op. 84 (Overture)Az Egmont-nyitány volt az alkalomhoz legmegfelelőbb, amit október 23-án sokszor lejátszottak

Nem tudod lejátszani a fájlt?
Megemlékezéseken gyakran elhangzik a forradalom zenéjévé vált Ludwig van Beethoven Egmont-nyitánya. Ennek oka, hogy a rádió közvetítőkocsijában, mely a Parlament mellett volt 1956. október 23-án, nem volt semmilyen zenei hanganyag. Az Országház klubszobájában találtak néhány lemezt: a Himnuszt, a Szózatot, egy magyarnóta-lemezt, egy operettet és az Egmont-nyitányt. Utóbbit találták az alkalomhoz legmegfelelőbbnek, így azt a következőkben sokszor lejátszották.

## Az 1956-os forradalom ismert személyiségei
- Angyal István
- Brusznyai Árpád
- Dilinkó Gábor
- Donáth Ferenc
- Dózsa László
- Eörsi István
- Farkas Dénes, boldogfai
- Fónay Jenő
- Forintos György
- Für Lajos
- Gérecz Attila
- Gimes Miklós
- Göncz Árpád
- Háy Gyula
- Jánosi Ferenc
- Kecskési Tollas Tibor
- Kiss István
- Király Béla
- Kodály Zoltán
- Kopácsi Sándor
- Krassó György
- Maléter Pál
- Mansfeld Péter
- Mesz János
- Mécs Imre
- Molnár V. József
- Nagy Imre
- Nizsalovszky Endre
- Pálinkás-Pallavicini Antal
- Petrus József
- Pongrátz Gergely
- Rácz Sándor
- Sólymos Gyula
- Szabó János
- Szeles Erika Kornélia
- Szilágyi József
- Tóth Ilona
- Vásárhelyi Miklós
- Wittner Mária

## Érdekességek
- Az Év Embere a Time magazin választása szerint 1956-ban „A magyar szabadságharcos” lett. Érdekesség, hogy a következő évben a Time a magyar forradalmat leverő Nyikita Szergejevics Hruscsovot választotta az év emberének.
- A forradalom elfojtása után Alberto Moravia író azt a javaslatot tette a világ országainak, hogy azokat az utcákat, ahol szovjet nagykövetség van, mind kereszteljék át „a legyilkolt magyarok utcájának”.
- A környező államok vezetésének formális hozzáállása mellett több nemzet képviselője is spontán megfogalmazta, hozzáállását a magyar forradalomhoz, illetve ezen keresztül általánosan az európai népek szabadságvágyához. Olaszországból származik az Avanti ragazzi di Budapest[130][131] (Előre, budapesti fiúk) című dal,[132] az Unkarin Vapaus[133] (Magyar szabadság) című dalt pedig egy finn tanuló írta.
- Korabeli röplap: „NE MENJETEK AZ UTCÁRA!”[134]
- Elvis Presley-t is nagyon megérintette, ami az országgal történt. 1957 januárjában Ed Sullivan tévés műsorában, az Ed Sullivan show-ban megkérte közönségét, hogy adakozzanak és segítsenek pénzzel, ruhákkal és élelemmel a bajba jutott magyaroknak. Az adományokhoz maga Elvis is hozzájárult, az adományok együttvéve több, mint egyharmada volt a világ összes adományának[forrás?]. 2011-ben Tarlós István Budapest főpolgármestere díszpolgárává nevezte ki ezért, valamint online lehetett szavazni, hogy melyik névtelen közterület viselje ezután az énekes nevét (II. kerület, Elvis Presley park, a Szent Lukács gyógyfürdő mögött)[135]